# Traje espacial

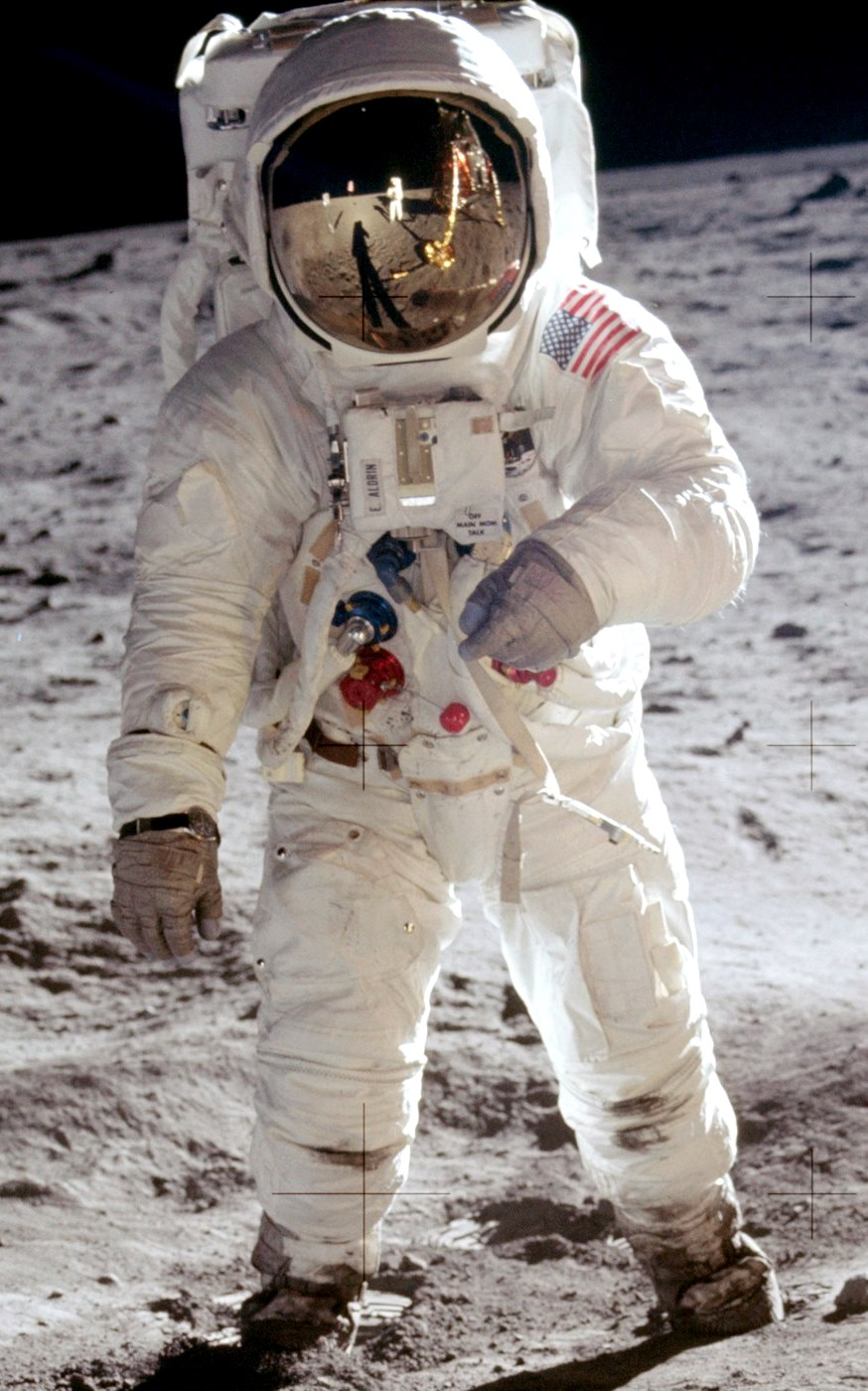
Traje espacial para atividades extraveiculares usado por Buzz Aldrin (Apollo 11).

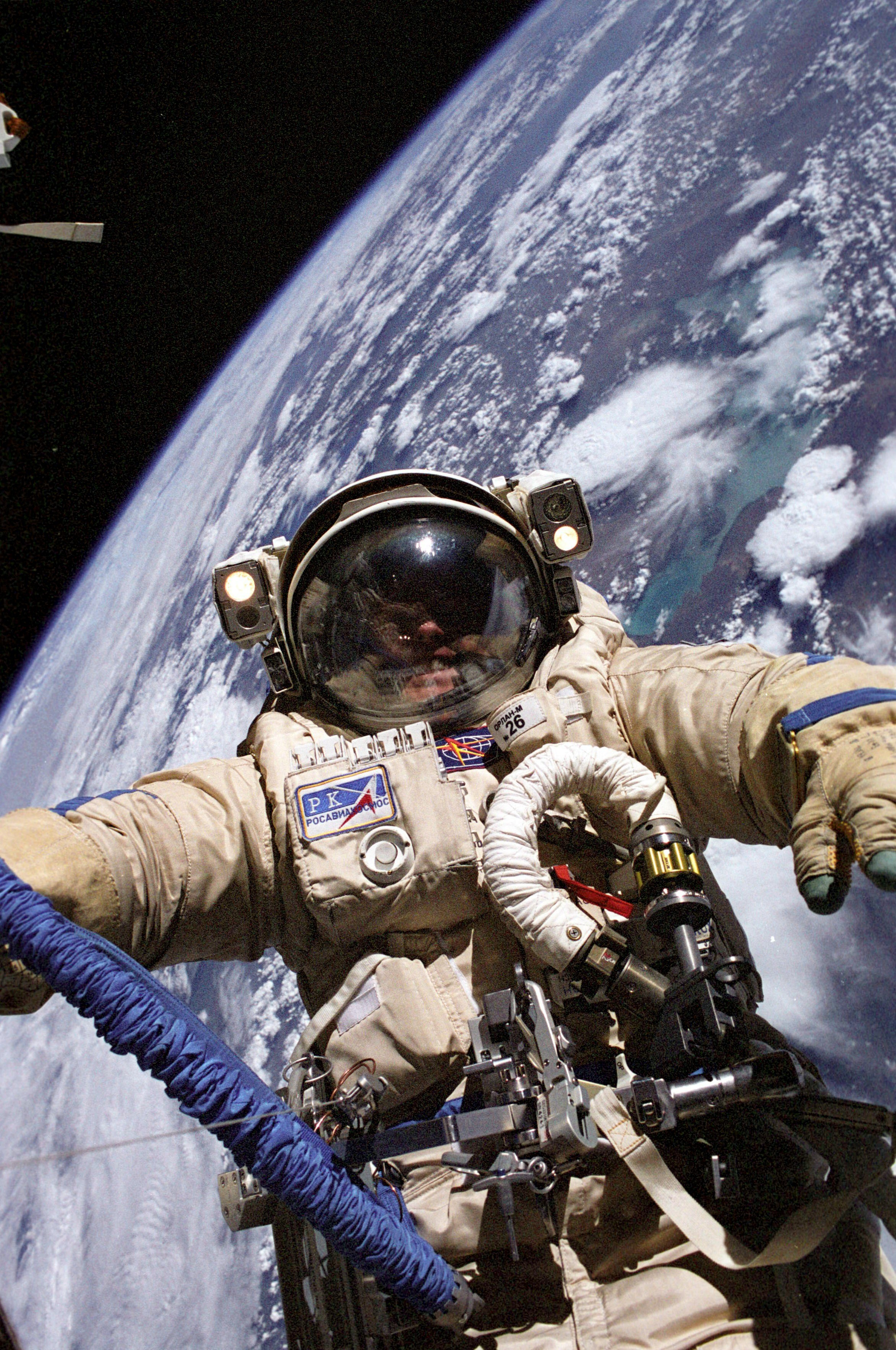
Astronauta estadunidense Michael Fincke, na parte externa da Estação Espacial Internacional, fazendo uso de um traje russo Orlan.

Um traje espacial é um sistema complexo de vestimentas, equipamentos e sistemas ambientais projetados para manter uma pessoa viva e confortável no extremo e perigoso ambiente do espaço exterior. Isto se aplica a atividades extraveiculares (EVA) fora de uma espaçonave orbitando a Terra e em caminhadas na superfície da Lua e outros planetas.
Alguns dos requisitos para trajes espaciais também se aplicam aos trajes pressurizados vestidos para outras tarefas especializadas, tais como voos de reconhecimento em altitudes elevadas. Acima do Limite Armstrong (~19.000 m), trajes pressurizados são necessários por conta da atmosfera rarefeita. Trajes hazmat que lembram superficialmente trajes espaciais, são por vezes usados quando é necessário lidar com situações de risco biológico.
Existem, basicamente, três tipos de trajes espaciais, para diferentes tarefas: IVA (atividade intraveicular), EVA (atividade extraveicular) e IEVA (atividade intra e extraveicular). Um traje espacial IVA é utilizado dentro da espaçonave, sendo mais leve e mais confortável. São os trajes normalmente utilizados pela tripulação durante as decolagens e pousos, visando proteger seus usuários de uma despressurização nestes momentos críticos do voo espacial. Este tipo de traje deixou de ser utilizado pelo Programa Espacial Soviético a partir da missão Voskhod 1, mas voltou a ser usado após a morte da tripulação da nave Soyuz 11, em junho de 1971, justamente por uma descompressão da cabine, algo que os vitimou justamente porque não faziam uso de um traje espacial. No início da década de 1980, os astronautas dos Estados Unidos deixaram de fazer uso deste tipo de traje, mas voltaram a usá-lo após a tragédia da nave Challenger.

## Exigências

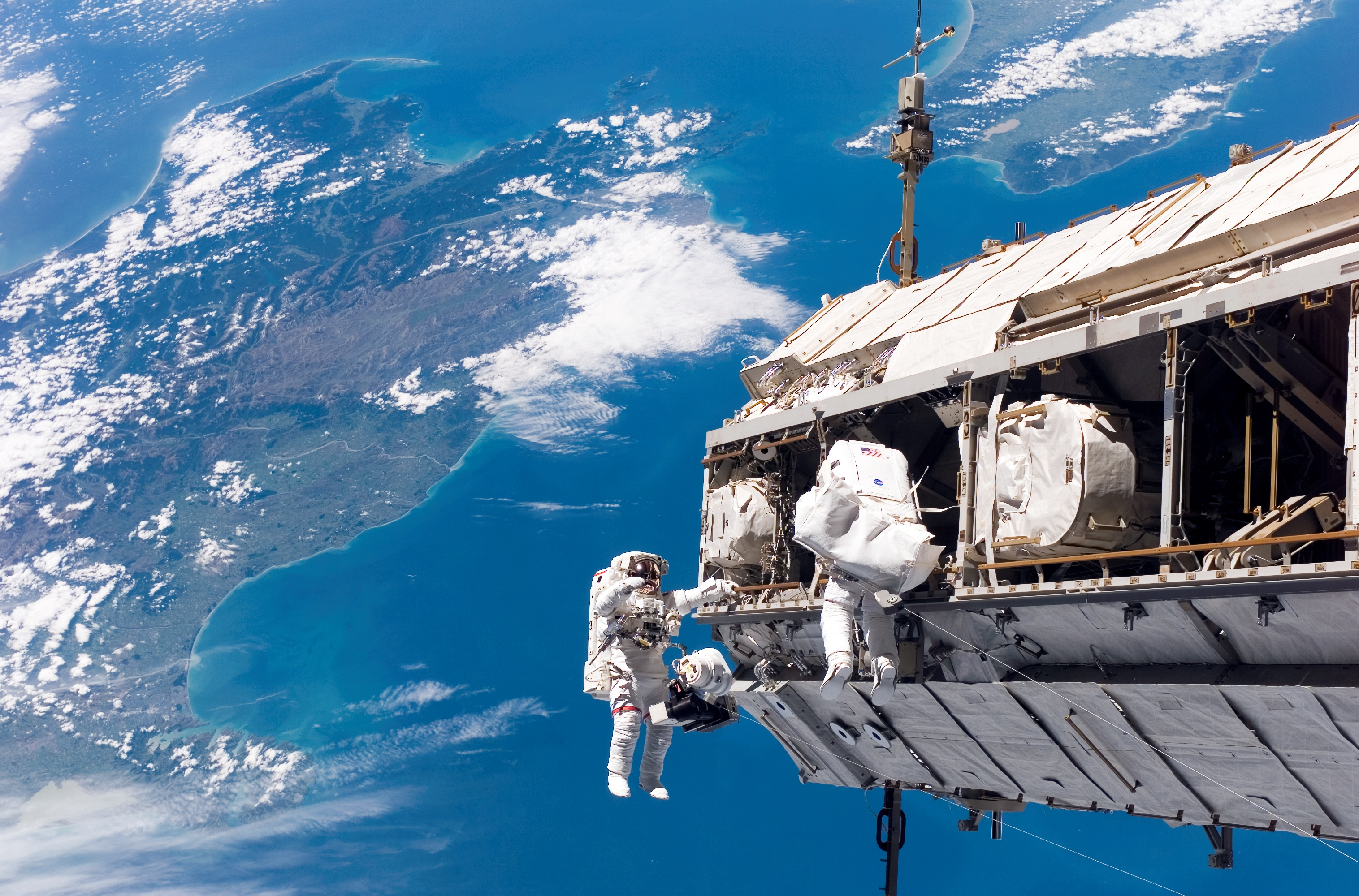
Astronautas envergando trajes espaciais realizam uma atividade extraveicular na parte externa da Estação Espacial Internacional.

Um típico traje espacial precisa possibilitar a realização de várias funções, permitindo ainda a seu ocupante trabalhar com segurança e conforto, tanto dentro de uma espaçonave como em sua parte externa. Basicamente, a vestimenta deve prover:
- Uma pressão atmosférica interna estável. Esta pode ser ligeiramente menor que a da Terra, que possui cerca 78% de nitrogênio, que não é utilizado pelo corpo humano). Menor pressão no interior do traje significa maior mobilidade, mas exige que seu ocupante respire oxigênio puro, por um tempo, antes da decolagem, numa tentativa de evitar a chamada doença de descompressão.
- Mobilidade. Movimentos são normalmente limitados pela pressão do traje; os movimentos são, normalmente, facilitados por juntas cuidadosamente projetadas.
- Suprimento de oxigênio respirável e eliminação de gás carbônico.
- Regulação de temperatura. Diferente do que ocorre na superfície terrestre, onde o calor pode ser transferido por convecção ou por condução para objetos em contato físico, no espaço o corpo é basicamente aquecido por radiação. Desta forma, a temperatura na parte externa de um traje espacial pode variar grandemente entre a luz do sol (onde pode atingir centenas de graus Celsius) e a sombra (onde pode ser de dezenas de graus Celsius abaixo de zero). Em ambas as situações, o traje deve manter o seu ocupante em níveis de temperatura confortáveis.[2][3]
- Um sistema de comunicação com a espaçonave e com o centro de controle na Terra, simultaneamente.
- Um sistema para a coleta de resíduos corporais líquidos (urina e suor). No caso da urina, inicialmente se utilizava canos de borracha, que eram adaptados ao órgão excretor do tripulante (segundo o ex-astronauta Michael Collins, em seu livro Carrying The Fire, lançado em língua portuguesa sob o título O Fogo Sagrado, este foi um dos motivos pelos quais demorou anos para que os Estados Unidos enviassem mulheres ao espaço). Posteriorente, se passou a utilizar uma espécie de fraudão absorvente, que se mostrou mais eficiente, não causando desconforto e permitindo permanências mais longas fora da nave.[4][5]

Os trajes EVA (ou EMU, em inglês, sigla para Unidade de Mobilidade Extraveicular), por sua vez, são utilizados na parte externa do veículo espacial. São o mais complexo tipo de traje espacial. São também caracterizados por proporcionarem ao seu ocupante eletricidade e controle de temperatura de modo muito mais eficiente que os trajes IVA. Um típico traje espacial EVA deve proteger seu ocupante de micrometeoritos, extremos de temperatura, radiações e, sobretudo, do vácuo espacial. Após a missão Gemini IX, em 1966, ocasião em que o astronauta Eugene Cernan enfrentou vários problemas durante uma caminhada espacial, os trajes americanos passaram a fazer uso de um sistema que permitia, ao seu ocupante, ingerir água, para saciar a sede, por meio de um canudo no interior do capacete, havendo uma pequena bolsa contendo o líquido, na parte interna da vestimenta, junto ao peito. Os soviéticos, na época, enviavam seus cosmonautas ao espaço sem trajes espaciais, pois estes se limitavam a permanecer dentro do veículo espacial, mesmo em órbita. Quando voltaram a fazer uso de vestimentas pressurizadas, estas também eram equipadas com sistemas que permitiam ingerir água no interior do traje. Os trajes EVA de astronautas estadunidenses são divididos em duas partes, uma superior (como uma jaqueta) e outra inferior (basicamente uma calça), que são juntadas, na área da cintura. Já os trajes utilizados pelos russos (e também pelos chineses, que basicamente copiaram o modelo russo) possuem uma grande abertura nas costas, que pode ser acessada ao se deslocar lateralmente a mochila, permitindo, por ali, a entrada de seu usuário. Este tipo de traje possui ainda um pequeno espelho retrovisor, preso num dos antebraços, e que permite ao seu usuário visualizar sua retaguarda sem que tenha a necessidade de se virar.
Por fim, há os trajes IEVA, que podem ser utilizados tanto dentro quanto fora da espaçonave. Assim eram, por exemplo, os trajes da época do Projeto Gemini, dos Estados Unidos. Normalmente, trajes espaciais também são utilizados em outros tipos de tarefas, que não em órbita, como voos de balão a grande altitude. Por ocasião da missão Gemini XII, em 1966, que permaneceu no espaço por duas semanas (missão esta que, até os dias atuais, figura como sendo o mais longo voo espacial exclusivamente estadunidense que permaneceu em órbita sem se unir a uma estação espacial), seus tripulantes, Frank Borman e James Lovell, tiveram de permanecer todo o tempo vestidos com seus trajes espaciais . Ao final da missão, esta foi a maior reclamação dos dois astronautas.

### Exigências secundárias

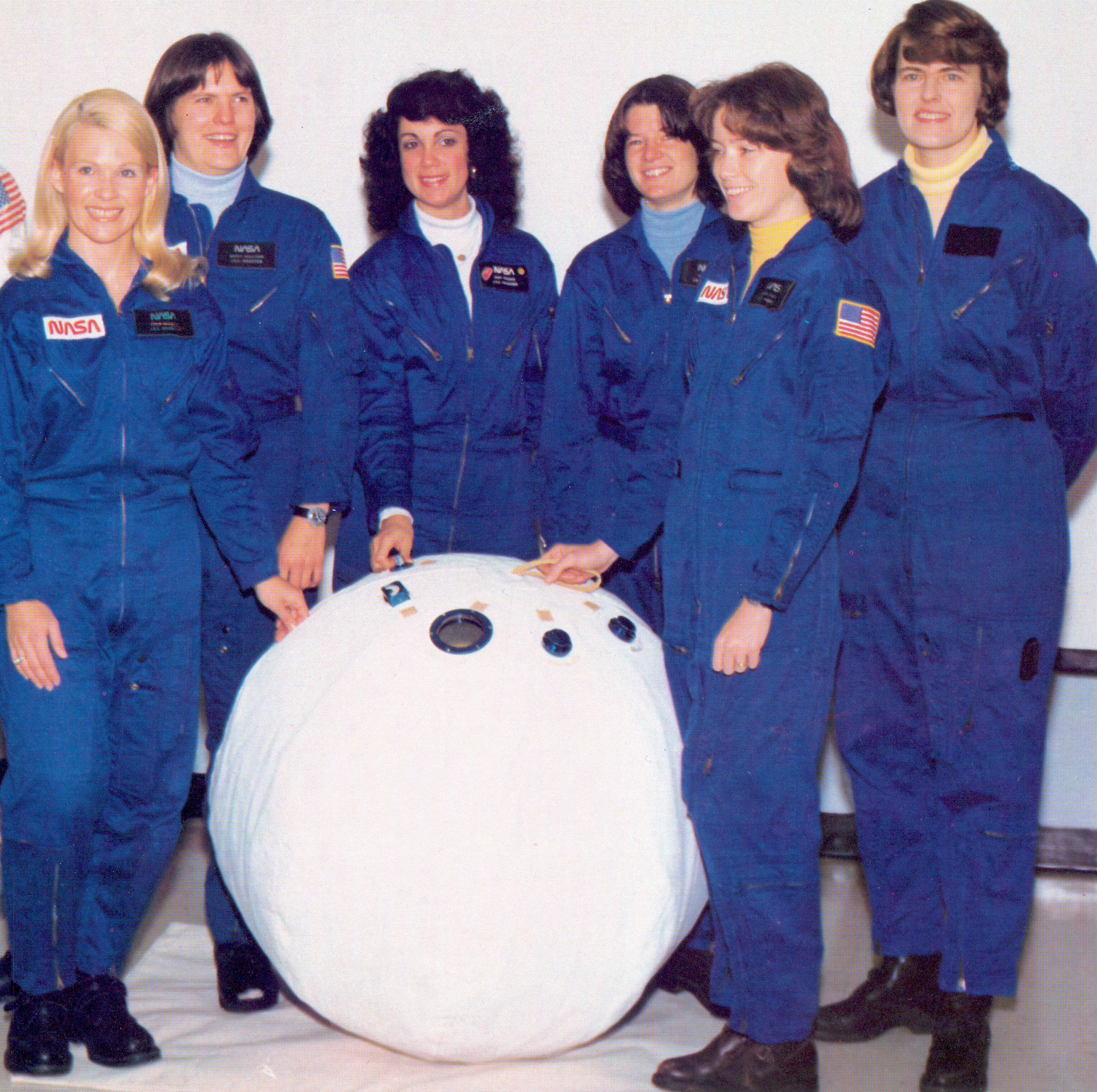
Da esquerda para a direita: Rhea Seddon, Kathryn Sullivan, Judith Resnik, Sally Ride, Anna Fisher e Shannon Lucid,— as primeiras seis mulheres astronautas dos Estados Unidos, junto a um protótipo da Personal Rescue Enclosure, uma esfera de lona especial que poderia ser utilizada para transferência de emergência de pessoas no espaço.

Trajes espaciais de modelos mais avançados podem regular melhor a temperatura fazendo uso de um líquido refrigerante e sistemas de ventilação em contato com a pele do astronauta; neste sistema, o calor é descarregado no espaço através de um radiador.
Exigências adicionais para atividades extraveiculares incluem:
- Escudo protetor contra radiação ultravioleta;
- Escudo protetor contra radiação corpuscular;
- Facilidade para se mover na parte externa de um veículo espacial, seja livremente ou preso a um cabo (ou ao chamado cordão umbilical, que além de manter o tripulante preso ao veículo espacial, proporciona ao traje espacial oxigênio e comunicação);
- Proteção contra micrometeoritos, alguns deles viajando a velocidades superiores a 30.000 quilômetros por hora. A esta velocidade, um objeto pode facilmente perfurar o casco da espaçonave; para que tal não aconteça, o veículo deve ser provido de um escudo que seja leve, mas resistente, tanto quanto possível. O problema, neste caso, é que um traje espacial não tem como dispor do mesmo tipo de proteção que um veículo espacial sem que a mobilidade e flexibilidade da vestimenta seja seriamente prejudicada. Como se considera que na superfície lunar a ocorrência de micrometeoritos seja maior que em órbita da Terra, os trajes utilizados pelos astronautas do Programa Apollo tinham onze camadas de proteção, constituídas de diferentes tipos de tecido, mais que qualquer outra vestimenta espacial até então concebida. Este traje era capaz de proteger o astronauta de temperaturas que giravam em torno de -156 °C a 125 °C.[8][9]

Um problema adicional durante a caminhada de astronautas na superfície lunar (e que, provavelmente, ocorrerá em Marte) era a retenção de poeira (regolito) sobre o traje espacial. Quando o traje lunar era removido, no retorno à espaçonave, havia a possibilidade de a poeira contaminar superfícies; havia ainda o risco de inalação da mesma e de exposição da pele. Para contornar o problema, novos tipos de escotilhas de acesso (e de vestimentas) têm sido testadas, inclusive algumas versões em que o tripulante consiga deixar o traje na parte externa do veículo espacial, preso à entrada.
Nos trajes espaciais da NASA e das agências espaciais da Rússia e da China, as comunicações são providas por microfones adaptados ao gorro que se usa sobre a cabeça, dentro do capacete, e por fones juntos aos ouvidos. Devido à coloração da versão do gorro utilizado nos projetos Apolo e Skylab, dos estadunidenses, que lembrava a coloração do personagem de desenho animado Snoopy, este gorro se tornou conhecido como Snoopy cap.[carece de fontes?]

### Operação de Despressurização

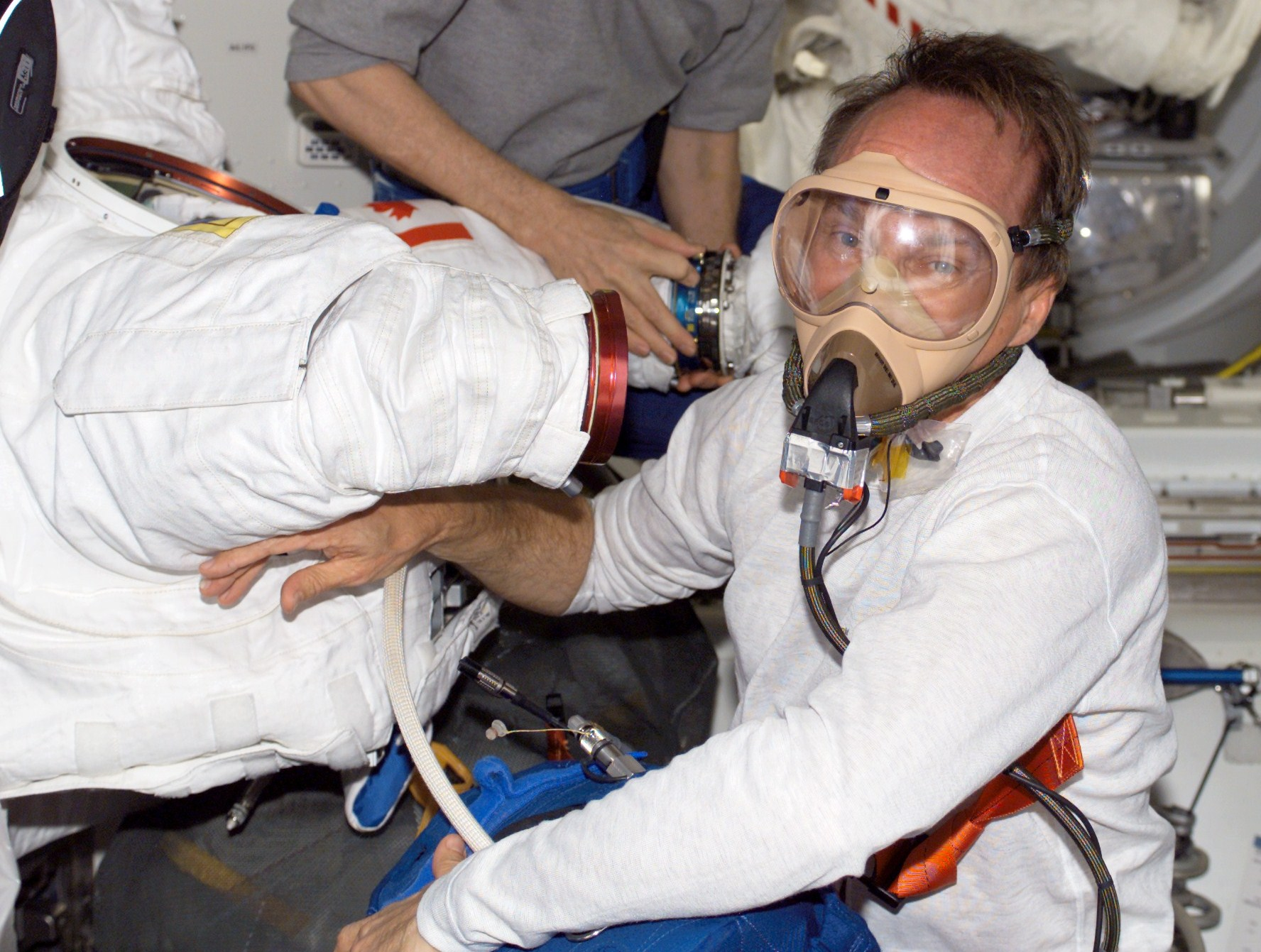
O astronauta canadense Steven MacLean em processo de pré-respiração antes de uma atividade extraveicular.

Geralmente, para suprir bastante oxigênio para a respiração, um traje espacial utilizando este gás em seu estado puro precisa ter uma pressão igual à pressão parcial de oxigênio na atmosfera terrestre ao nível do mar, mais a pressão de vapor de água, a qual precisa ser diminuída sobre os alvéolos pulmonares, de modo a ter oxigênio alveolar em níveis agradáveis ao ser humano. O resultado é uma pressão, no interior do traje espacial, equivalente a 78% da pressão parcial normal de oxigênio ao nível do mar sobre a mesma pressão em um jato comercial de passageiros, sendo um limite inferior à capacidade máxima de pressurização, possibilitando razoável capacidade de trabalho.
Sendo a pressão do traje menor que a do interior do veículo espacial, seus usuários devem se preparar, antes de fazer uso da vestimenta, se submetendo a uma “pré-respiração” (o que significa respirar oxigênio puro por um período) antes de envergar o traje espacial. Este procedimento retira, gradativamente, do corpo do tripulante o nitrogênio dissolvido. Tal procedimento evita a chamada doença de descompressão, que ocorre devido à rápida despressurização do nitrogênio contido numa atmosfera normal.

### Efeitos físicos da exposição ao ambiente espacial

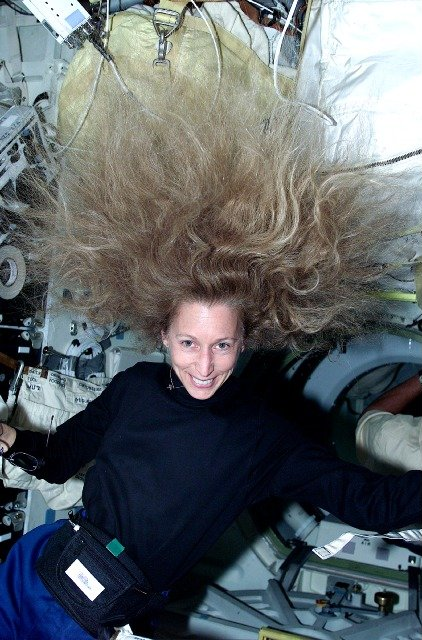
A astronauta estadunidense Marsha Ivins demonstra os efeitos da imponderabilidade (aparente falta de peso no espaço) sobre seu cabelo

O corpo humano pode, por breves instantes, sobreviver ao severo vácuo do espaço, mesmo sem proteção, a despeito de afirmações em contrário, particularmente em algumas obras da ficção científica. O corpo humano se expande até cerca de duas vezes seu tamanho normal, em semelhantes condições, de modo análogo ao que ocorre com um balão ao ser inflado. A perda de consciência pode ocorrer em cerca de 15 segundos, como efeito da falta de oxigênio.
Nenhum congelamento ocorre, num primeiro momento, porque todo o calor precisa ser perdido através de radiação térmica ou de evaporação de líquidos, e o sangue não ferve imediatamente, por se manter pressurizado dentro do corpo, por alguns instantes.
No espaço, onde existe grande número de partículas subatômicas, o corpo humano pode ser exposto a radiações extremas. Apesar destas partículas possuírem tamanhos mínimos, sua alta energia é responsável pelo rompimento de processos físicos e químicos no corpo, alterando também as moléculas do DNA, o que pode levar ao surgimento de câncer. Exposições a radiações podem criar problemas de duas maneiras diferentes: as partículas podem reagir com a água no corpo humano e produzir radicais livres que quebram moléculas de DNA.
A temperatura no espaço pode variar de modo extremo, dependendo do índice de radiação solar. Temperaturas no vácuo espacial, como consequência da radiação solar podem chegar a mais de 250 °F (121 °C), e cair abaixo de −387 °F (−233 °C). Devido a isto, os trajes espaciais precisam prover seu ocupante de temperaturas aceitáveis aos níveis humanos.
O vácuo no espaço cria pressão atmosférica zero, causando a expansão dos gases no corpo humano. Em tentativa de prevernir reações químicas no organismo, o traje deve proteger seu ocupante contra a falta de pressão no espaço. O maior dano seria uma descompressão explosiva, algo que certamente destruiria imediatamente os pulmões. Tais efeitos têm sido confirmados em experimentos realizados em câmaras de vácuo e mesmo em acidentes de descompressão em grandes altitudes. A pele humana pode ser protegida do vácuo espacial por qualquer receptáculo que mantenha, sem seu interior, um gás respirável sob pressão aproximadamente semelhante à que é encontrada sobre a superfície terrestre.

## Conceitos de design
Um traje espacial típico deve permitir ao seu usuário se movimentar naturalmente, sem empecilho. Quase todos os projetos de trajes espaciais tentam manter um constante volume, independentemente dos movimentos que seu usuário faça. Isso porque o trabalho mecânico é necessário para alterar o volume de um sistema de pressão constante. Ao se flexionar uma articulação, o volume do traje espacial se reduz, de modo que o astronauta deve fazer um trabalho extra toda vez que ele dobrar esta articulação; ele deve, assim, manter certa força física para manter a inclinação da articulação. Mesmo que essa força seja muito pequena, pode ser muito cansativo, ao longo do tempo, empregá-la constantemente. Também torna os movimentos delicados muito difíceis. O trabalho necessário para dobrar uma articulação é ditado pela fórmula:
{\displaystyle W=\int _{V_{i}}^{V_{f}}\,P\,dV}
onde  V  i </ sub>  e  V  f </ sub>  são, respectivamente, o volume inicial e final da junta;  P  é a pressão interna do traje e  W  é o trabalho resultante. Geralmente, é verdade que todos os trajes são mais flexíveis e móveis sob pressões mais baixas. No entanto, como uma pressão interna mínima é ditada pelos requisitos de suporte de vida, o único meio de reduzir ainda mais o trabalho é minimizar a alteração no volume.
Todos os designs de trajes espaciais tentam minimizar ou eliminar este problema. A solução mais comum é construir o traje a partir de várias camadas. A primeira camada, junto ao corpo do usuário, é de tecido macio, havendo no mesmo pequenos tubos, nos quais flui água, para fins de refrigeração. A camada de borracha, a segunda a partir do corpo do usuário, é hermética, muito semelhante a um balão. A camada de restrição vai acima desta, e fornece uma forma específica para o traje. Como a borracha não está sob pressão, ela não "explodirá" como um balão, mesmo que seja perfurada. A camada de contenção é moldada de tal maneira que dobrar uma articulação faz com que bolsões de tecido, chamados "gomos", se abram no lado externo da junta, enquanto dobras chamadas "convolutas" se dobram no interior da junta. Os gomos compensam o volume perdido no interior da junta e mantêm o traje em um volume quase constante. No entanto, uma vez que os gomos são abertos por todo o caminho, a articulação não pode ser dobrada ainda mais sem uma quantidade considerável de trabalho. Em alguns trajes espaciais russos, faixas de tecido são fixadas ao redor dos braços e pernas dos cosmonautas.
A camada mais externa de um traje espacial (chamada de Vestuário Micrometeoróide Térmico), fornece isolamento térmico, proteção contra micrometeoritos e proteção contra radiações nocivas.

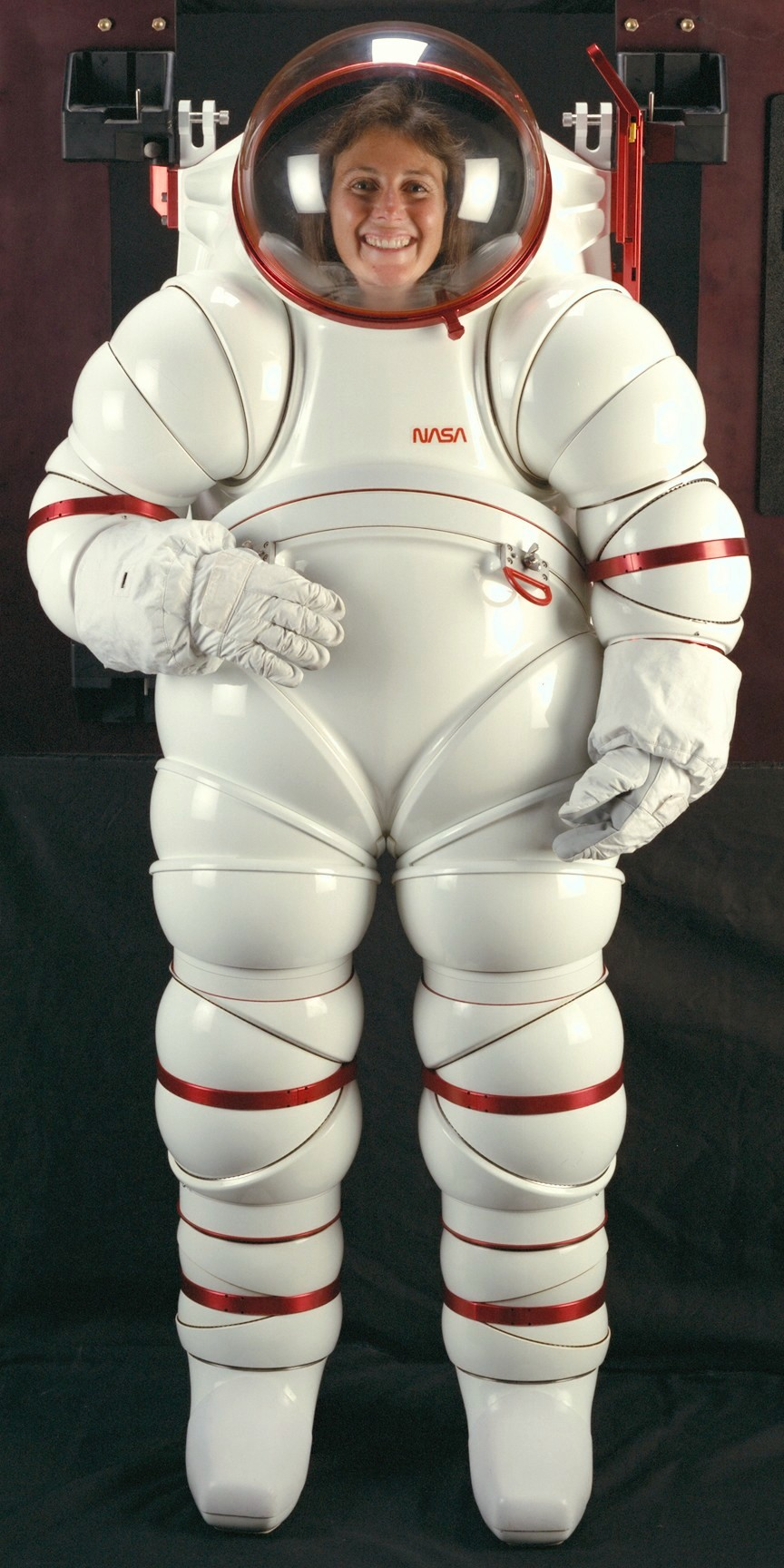
Traje experimental AX-5, da NASA, um típico modelo de traje espacial rígido (1988)

### Tecidos macios
Mesmo tecidos macios normalmente podem ter algumas partes duras (sobretudo junto a costuras), alguns possuem até mesmo rolamentos rígidos. Atividade intra-veicular e trajes iniciais para atividade extraveicular não eram tão macios como os que podem atualmente ser concebidos.

### Tecidos rígidos
Trajes rígidos são geralmente feitos de metal e materiais compostos e não fazem uso de tecido convencional para juntas. Juntas de trajes rígidos usam rolamentos de esferas e segmentos de anéis semelhantes a um cotovelo ajustável de tubo de fogão, para permitir uma ampla gama de movimentos com os braços e pernas. As articulações mantêm um volume constante de ar internamente e não possuem força contrária. Portanto, o astronauta não precisa se esforçar para manter o traje em qualquer posição. Trajes rígidos também podem operar sob pressões mais altas, o que eliminaria a necessidade de um astronauta pré-respirar oxigênio para usar um traje espacial antes de um EVA. As articulações podem ser mantidas em uma posição restrita ou bloqueada, exigindo que o astronauta manipule ou programe a mesma. Os mais modernos trajes espaciais estadunidenses têm um grau de flexibilidade, que ascende a 95%. O usuário pode se mover em 95% das posições que poderia enquanto estava nu.

### Trajes híbridos
Os trajes híbridos têm peças de revestimento rígido e peças de tecido. O traje chamado de Unidade de Mobilidade Extraveicular (EMU) usa um tipo de fibra de vidro e membros de tecido. Alguns modelos possuem um torso macio de tecido para economizar peso, restringindo o uso de componentes duros, sobretudo nos rolamentos de juntas, capacete, vedação da cintura e, no caso dos trajes espaciais russos, da porta de entrada traseira. Praticamente todos os projetos de trajes espaciais funcionais incorporam componentes rígidos, particularmente em interfaces como a vedação da cintura, rolamentos e, no caso de roupas de entrada traseira, a escotilha traseira, onde alternativas totalmente suaves não são viáveis.

### Trajes justos
Trajes justos, também conhecidos como roupas de contrapressão mecânica, ou trajes de atividades espaciais, são um projeto proposto que usaria uma meia pesada, de corpo elástico, para comprimir o corpo. A cabeça permence em um capacete pressurizado, mas o resto do corpo é pressurizado apenas pelo efeito elástico do traje. Isso atenua o problema de volume constante, reduz a possibilidade de descompressão de traje espacial e resulta numa vestimenta relativamente leve. Quando não usadas, as peças elásticas podem parecer roupas de criança pequena. Estas roupas podem ser muito difíceis de colocar, podendo ainda enfrentar problemas com o fornecimento de uma pressão uniforme. A maioria das propostas usa a perspiração natural do corpo para manter o funcionamento de organismo, no interior do traje. Neste caso, o suor evapora prontamente no vácuo e pode depositar em objetos próximos: sensores, a viseira do astronauta e outras superfícies. Uma camada de suor resfriado e os demais resíduos de suor podem contaminar superfícies sensíveis e afetar o desempenho óptico.

## Tecnologias contribuintes
Tecnologias anteriores, que podem ser relacionadas, incluem máscara de gás (como as usadas na Segunda Guerra Mundial), o tipo de máscara de oxigênio usada por pilotos de bombardeiros que voavam a grande altitude, na Segunda Guerra Mundial, o traje de vácuo utilizado por pilotos do avião Lockheed U-2 e do SR-71 Blackbird, o equipamento semelhante a uma roupa de mergulho, rebreather, scuba diving e muitos outros. Muitos designs de trajes espaciais estadunidenses eram, inicialmente, retirados dos trajes da USAF, projetados para funcionar em “pressão de aeronave em grande altitude”, como os trajes utilizados no Projeto Mercury, no Projeto Gemini ou, mais recentemente, no inteiror dos ônibus espaciais, particularmente durante as decolagens e pousos destas espaçonaves.

### Tecnologia da luva
O Mercury IVA, o primeiro projeto de traje espacial dos EUA, num primeiro momento foi projetado para incluir luzes nas pontas das luvas para fornecer ajuda visual. À medida que crescia a necessidade de atividade extraveicular, roupas como a Apollo A7L incluíam luvas feitas de um tecido de metal chamado Chromel-r, para evitar perfurações. A fim de manter uma melhor sensação de toque para os astronautas, as pontas dos dedos das luvas eram feitas de silicone. Com o programa do ônibus espacial, se tornou necessário desenvolver a capacidade de operar módulos de naves espaciais, de forma que os trajes ACES se encaixassem nas luvas. Luvas utilizadas usadas para caminhadas espaciais são previamente aquecidas, com a finalidade de manter as mãos do astronauta aquecidas. As luvas da Fase VI, destinadas ao uso do traje Mark III, foram as primeiras luvas a serem projetadas com a tecnologia de escaneamento a laser, modelagem 3D, litografia estéreo e tecnologia de corte a laser, o que permite uma produção mais barata e precisa, além de maior detalhe na mobilidade e flexibilidade.

### Tecnologia de suporte à vida
Antes do Programa Apollo, o suporte de vida em trajes espaciais era conectado à nave espacial, por meio de um dispositivo semelhante a um cordão umbilical; de fato, não por acaso, este era o nome do equipamento. No entanto, com as missões Apollo, o suporte de vida foi configurado em uma cápsula removível chamada sistema de suporte de vida portátil que permitia ao astronauta explorar a superfície da Lua sem ter que ser anexado à espaçonave. Por sua vez, o traje espacial usado para passeios espaciais em órbita, permite que o astronauta controle manualmente o ambiente interno do traje. Um traje projetado pelos estados Unidos, traje este chamado de Mark III tem uma mochila contendo cerca de 12 libras de ar líquido, além de pressurização e troca de calor.

### Tecnologia do capacete
O desenvolvimento do capacete é algo fundamental para equilibrar a necessidade de campo de visão, compensação de pressão e baixo peso. Um inconveniente, observado em alguns trajes espaciais, é a cabeça ser fixada voltada para a frente, sendo, portanto, incapaz de virar para olhar de lado. Os astronautas chamam esse efeito de "alligator head."

### Trajes para grandes altitudes

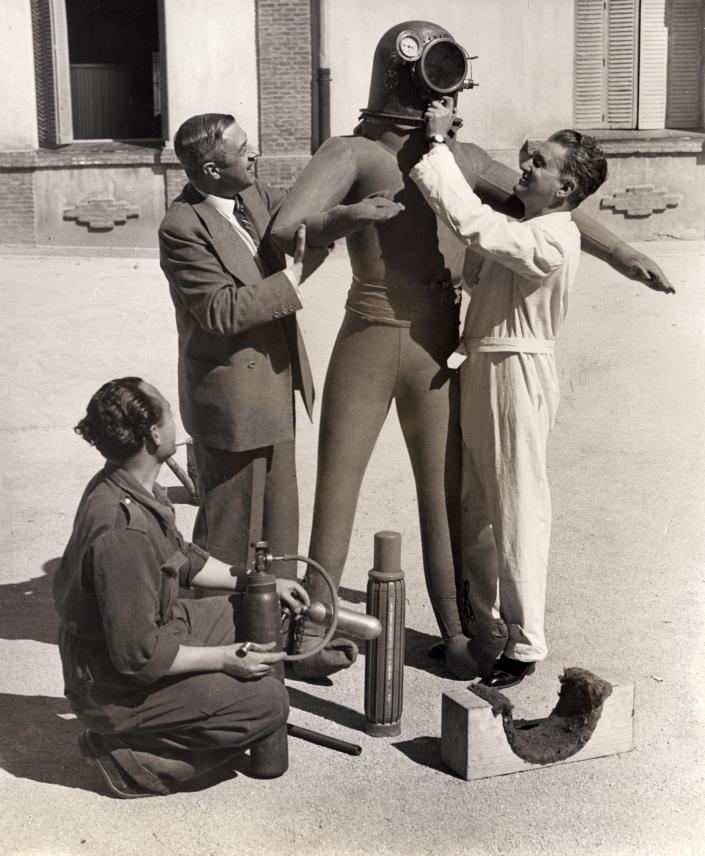
Traje de pressão desenhado pelo engenheiro militar Emilio Herrera Linares para uso em balões estratosféricos, c.1935.

- Evgeniy Chertovsky criou o '"skafandr" (скафандр), palavra que também significa  aparato de mergulho.
- Emilio Herrera Linares desenhou e construiu um traje, chamado "escafandra estratonáutica", em 1935, a ser utilizado em um balão para grande altitude, no início de 1936.[22]
- Wiley Post experimentou vários tipos de trajes de pressão, na tentativa de estabelecer um recorde de maior altitude em avião.[23]
- Russell Colley criou o traje espacial que, aperfeiçoado, originou a vestimenta utilizada pelos astronautas do Projeto Mercury, estadunidense.

## Modelos de significado histórico

### Modelos de trajes russos e soviéticos
- SK series (CK), o traje espacial utilizado no Programa Vostok (1961–1963). Foi utilizado por todos os cosmonautas do Programa Vostok, incluindo Yuri Gagarin no primeiro voo espacial realizado por um ser humano.
- Trajes sem pressão, utilizados na missão Voskhod 1.
- Berkut (Беркут = "golden eagle"), era um traje espacial modificado a partir do SK-1; foi utilizado pela tripulação da nave Voskhod 2, incluindo Aleksey Leonov, na primeira caminhada espacial, em 1965.
- Da Soyuz 1 até a Soyuz 11 (1967–1971) trajes sem pressão usados durante a decolagem e o pouso da nave.
- Yastreb (Ястреб = "Falcão") traje para atividades extraveiculares usado durante uma troca de tripulação entre as naves Soyuz 4 e Soyuz 5 (1969).
- Krechet-94 (Кречет = "gyrfalcon") traje espacial que seria utilizado em um eventual pouso lunar, que terminou cancelado.
- Strizh (Стриж = "swift (ave)" traje espacial desenvolvido para pilotos do ônibus espacial Buran
- Sokol (Сокол = "Gaivota") traje construído para uso em naves Soyuz durante o lançamento e o retorno à Terra. Foram utilizados pela primeira vez na missão Soyuz 12. Têm sido usados de 1973 até o presente, passando por pequenas modificações.
- Orlan (traje espacial)|Orlan (Орлан = "águia do mar" ou "águia-careca") traje paraatividade extraveicular, oricinalmente desenvolvido para o programa lunar soviético. É o traje atualmente utilizado pela Rússia. Usado desde 1977 até o presente.

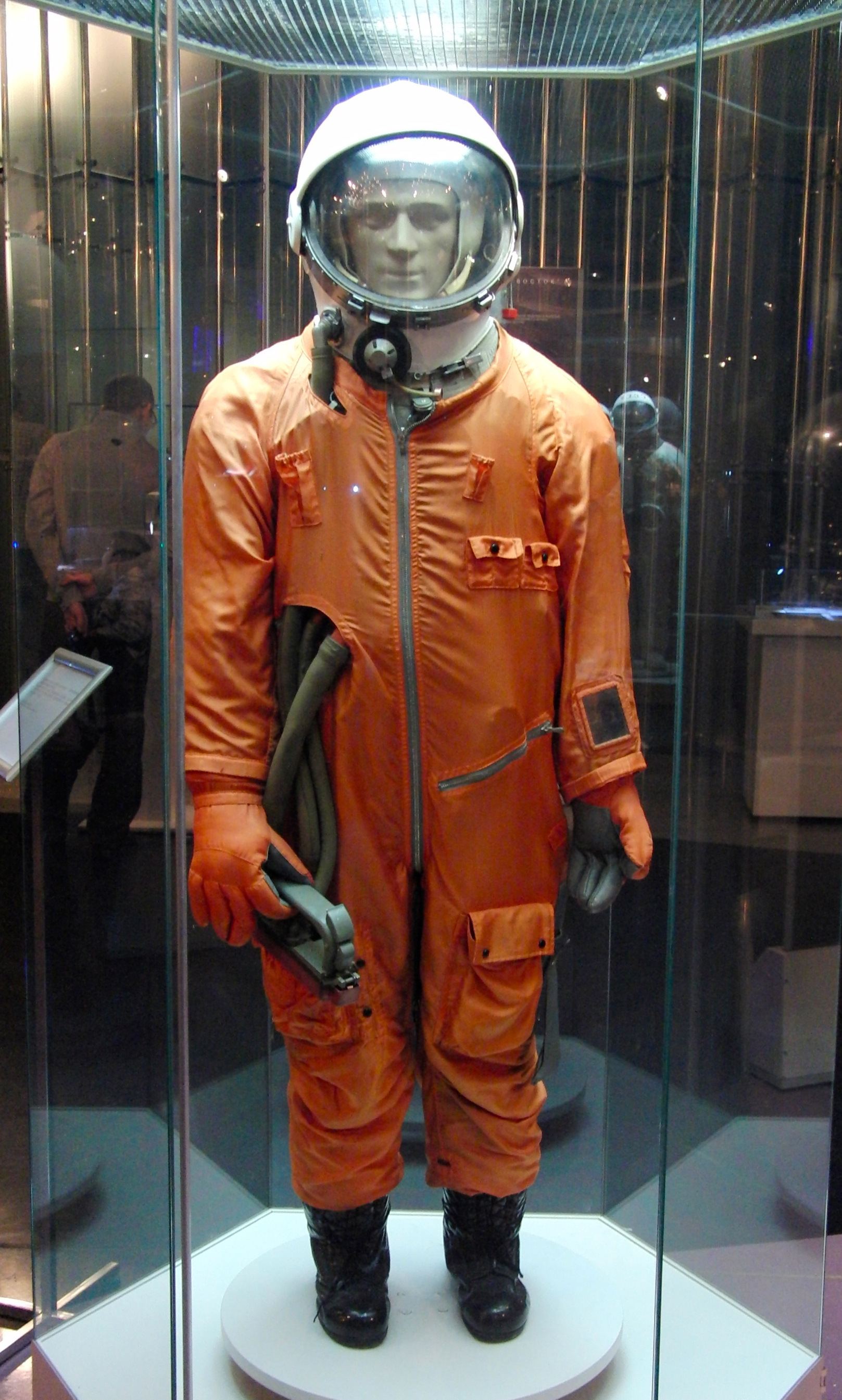
Traje SK-1
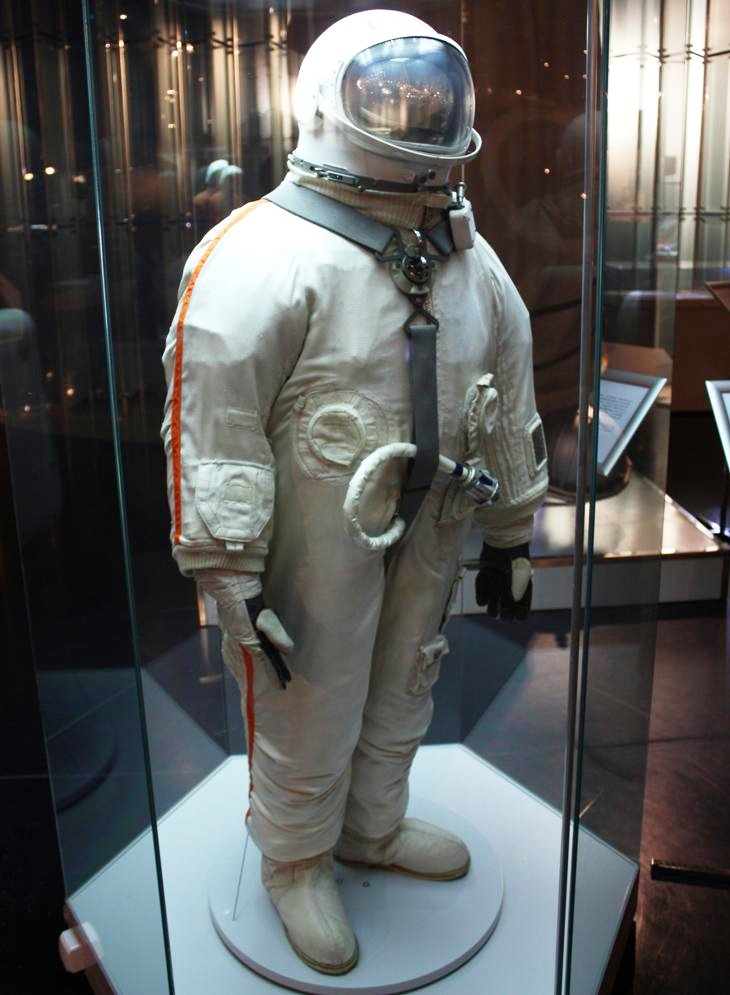
Traje Berkut
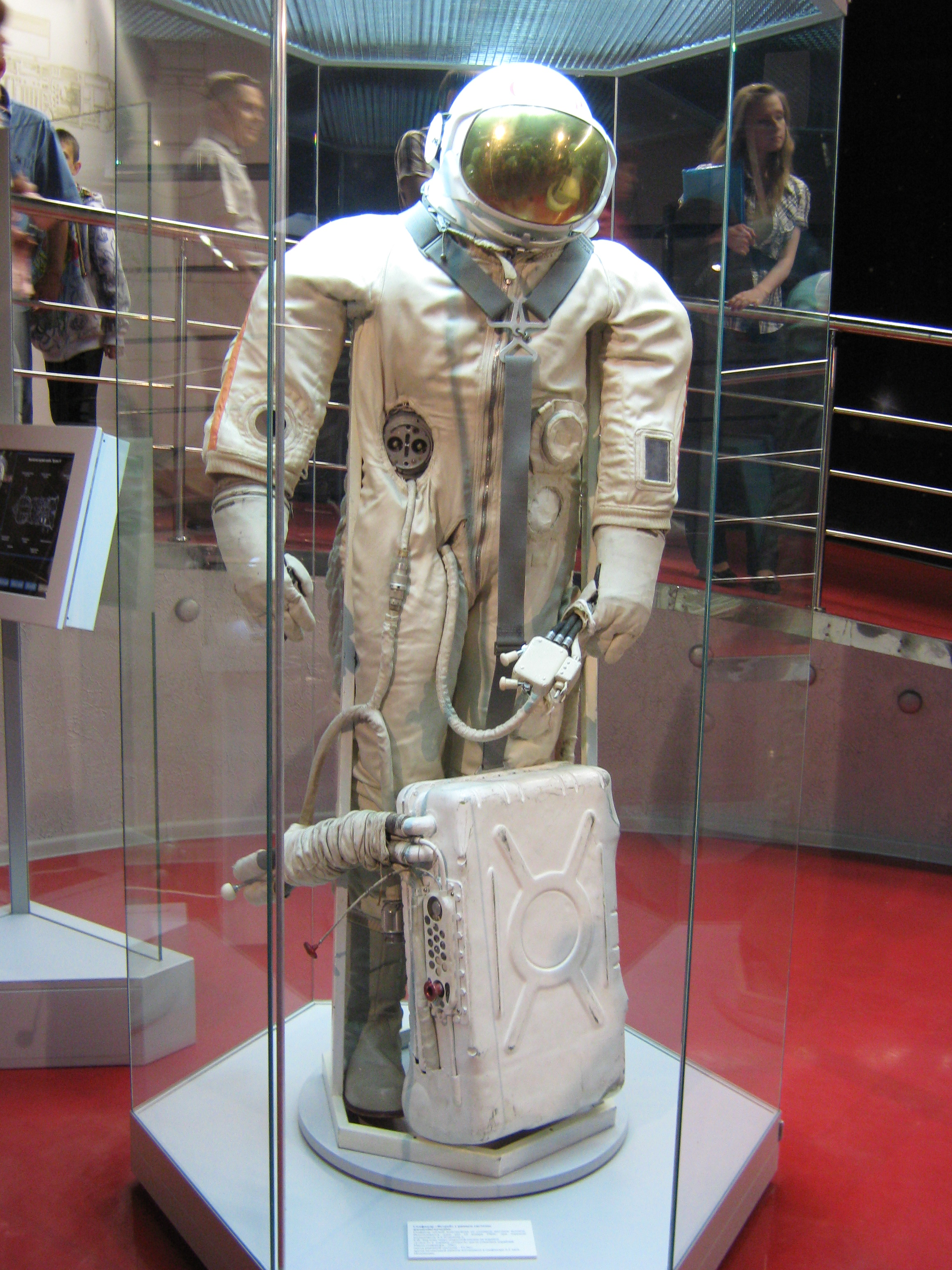
Traje espacial Yastreb
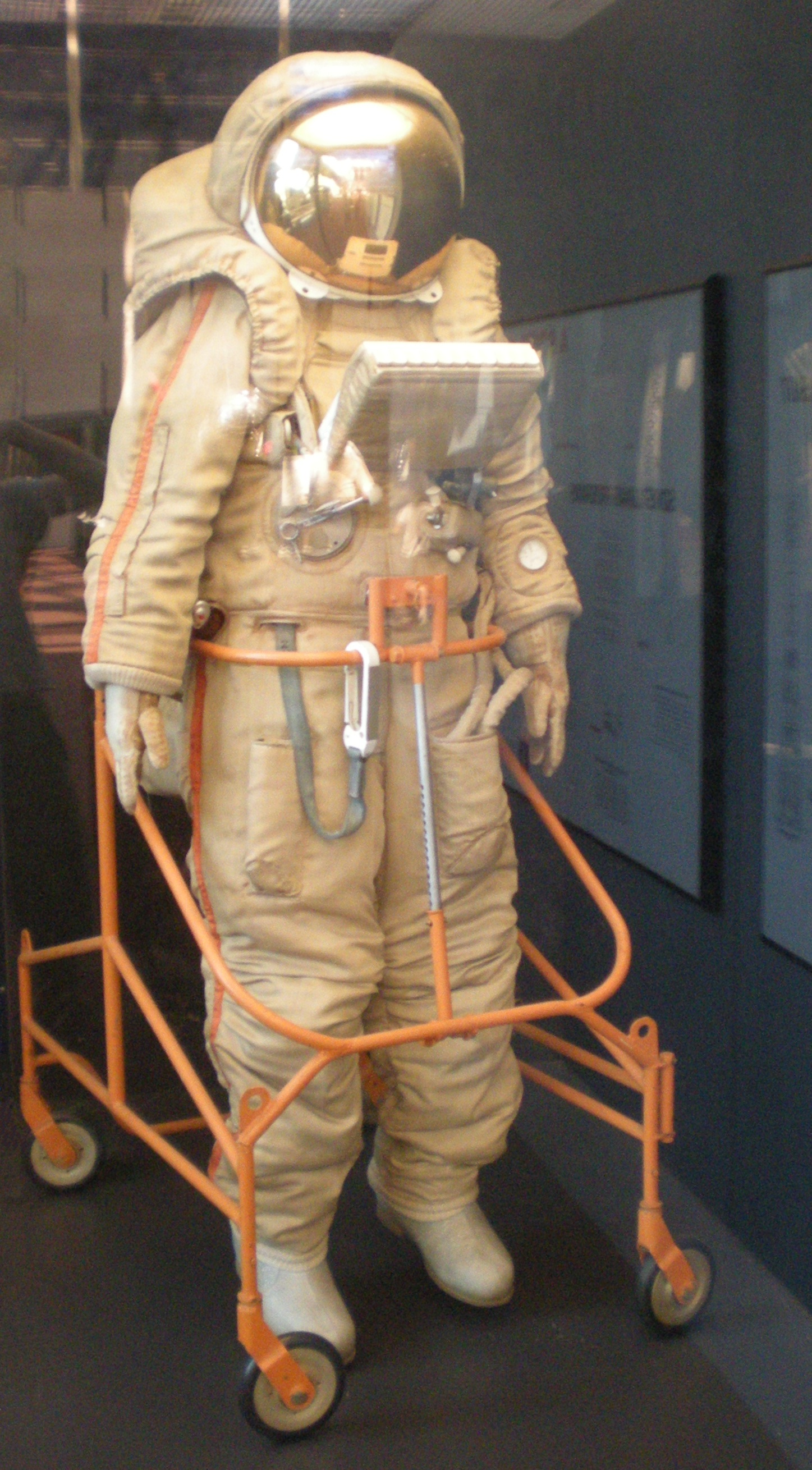
Traje espacial Krechet
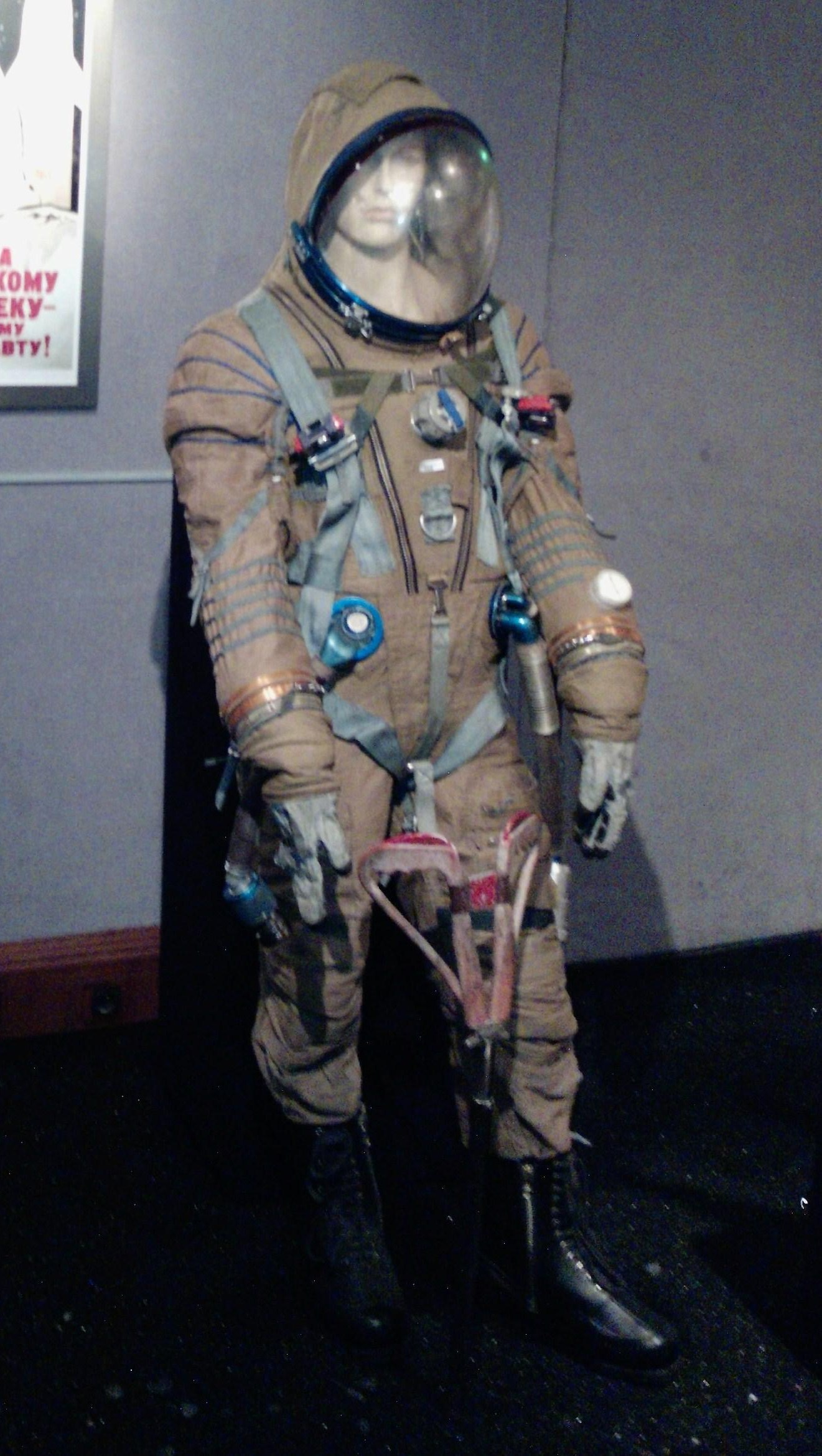
traje espacial Strizh
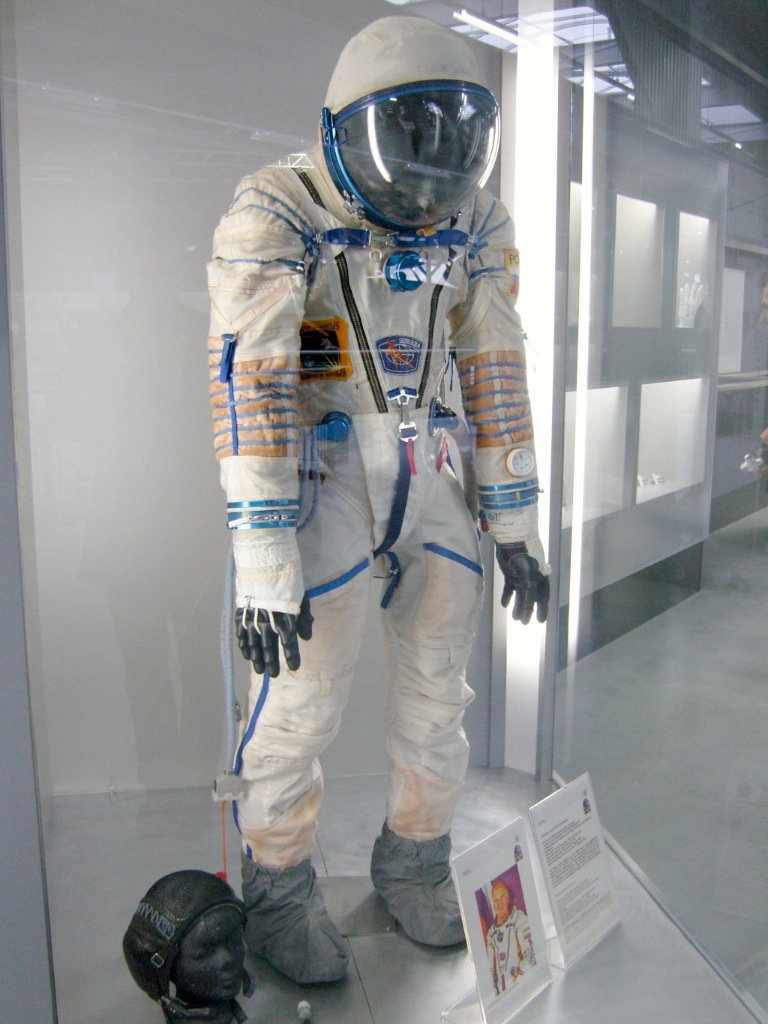
Traje espacial Sokol-KV2
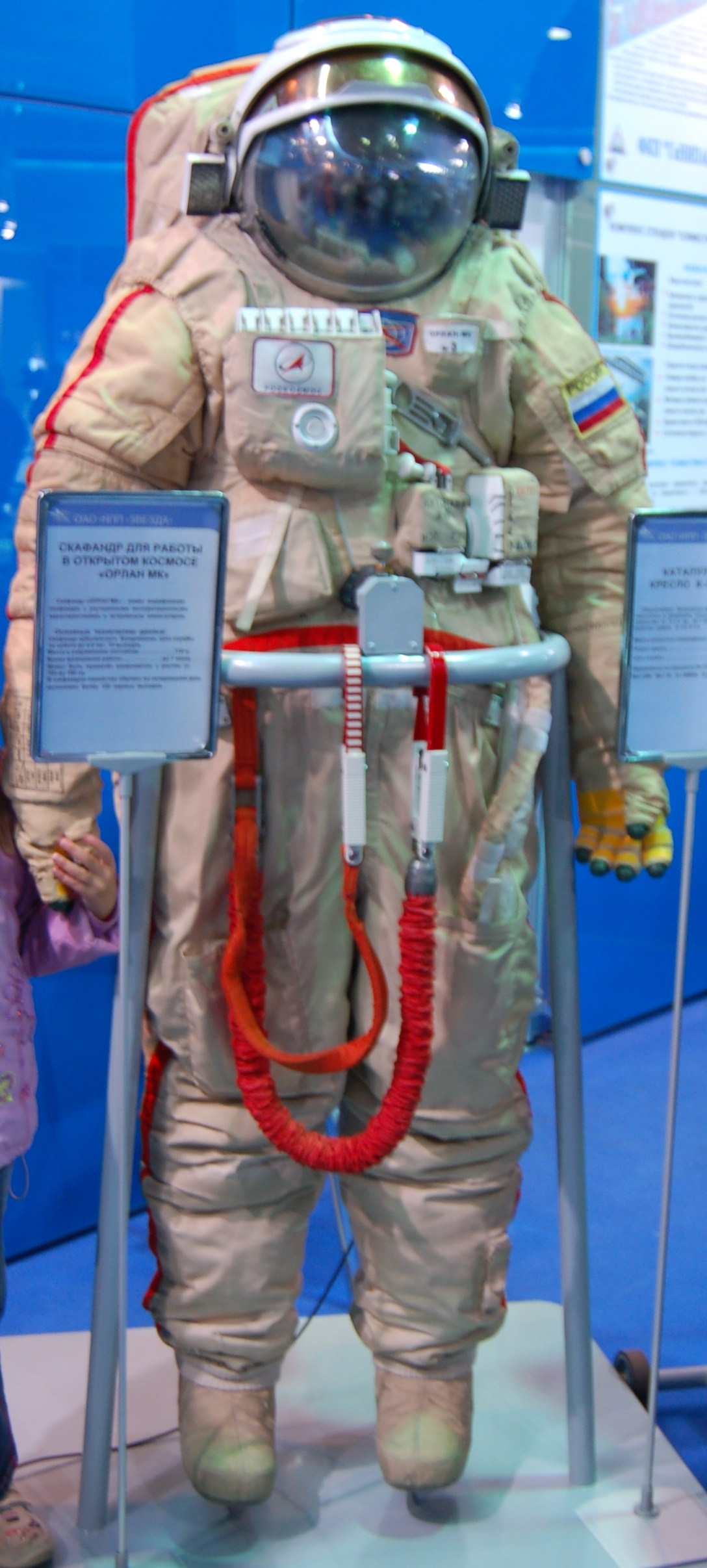
Traje espacial Orlan-MK

### Modelos de trajes espaciais estadunidenses

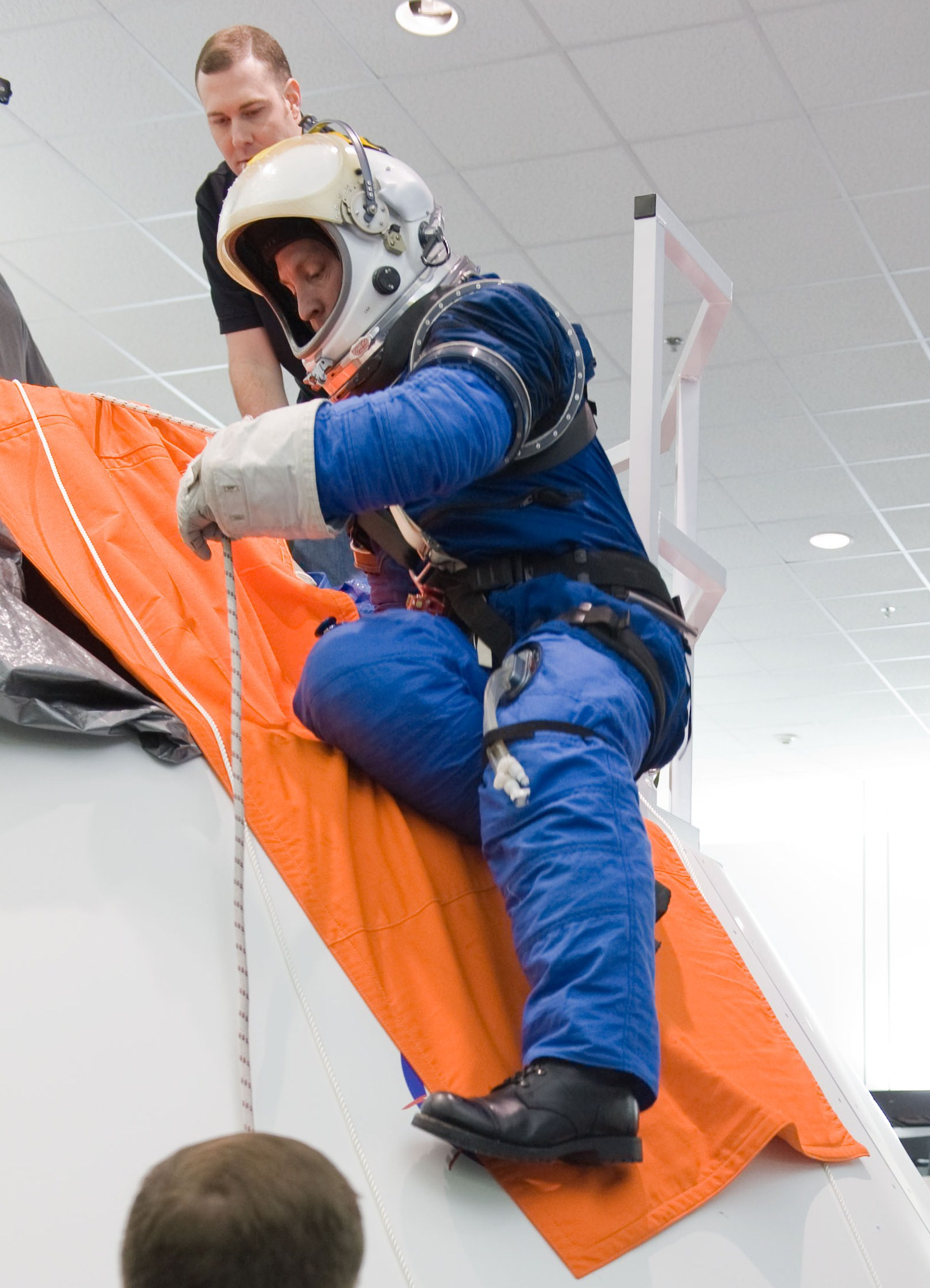
Protótipo de traje espacial durante teste, em 2013

- No início da década de 1950, Siegfried Hansen e colegas da Litton Industries desenharam e construíram um modelo de traje que poderia ser utilizado dentro de câmaras de vácuo e foi o antecessor dos trajes espaciais estadunidenses nas missões espaciais da NASA.[24]
- Navy Mark IV traje de grande altitude/vácuo utilizado no âmbito do Projeto Mercury (1961–1963).
- Gemini (1965–1966), teve três variantes: G3C, desenhado para uso dentro do veículo espacial; G4C especialmente projetado para saídas ao espaço exterior e no interior da nave; e traje G5C, usado pela tripulação da nave Gemini VII, ao longo de duas semanas dentro da espaçonave.
- Laboratório Orbital Tripulado traje espacial MH-7, que seria utilizado no Projeto MOL. Este projeto terminou cancelado pela NASA sem realizar nenhuma missão.
- Traje espacial da Gemini#Programa Apollo|Apollo Block I A1C este traje (1966–1967) era derivado do traje utilizado nas naves Gemini, utilizado pelas tripulações principal e reserva, durante treinamento de missões Apollo. Por ocasião do incêndio que vitimou a tripulação da Apollo 1, este traje foi considerado obsoleto.
- Apollo/Skylab A7L traje para EVA e caminhadas na Lua. Foi utilizado nas missões Apollo e Skylab e pelos astronautas da histórica missão Apollo–Soyuz. Após o incêndio da Apollo 1, sua camada externa foi substituída por material resistente a chamas. Incluía líquido refrigerante e proteção extra contra micrometeoritos.
- Shuttle Ejection Escape Suit usado a partir da missão STS-1 (1981) até a STS-4 (1982), cujas tripulações eram formadas por apenas dois astronautas. Derivado de um modelo da USAF.[25] Estes trajes deixaram de ser utilizados quando se provou que os ônibus espaciais eram operacionais.
- A partir da missão STS-5 (1982) até STS-61-C (1986) trajes não-pressurizados foram utilizados durante o lançamento e a reentrada. A tripulação poderia utilizar tão-somente um macacão de tecido azul e um capacete, alimentado diretamente com oxigênio. Este tipo de traje deixou de ser utilizado após a explosão do ônibus espacial Challenger.
- Traje para Lançamento e Reentrada usado pela primeira vez na missão STS-26 (1988), o primeiro voo espacial estadunidense após a tragédia da Challenger. Este foi um traje espacial parcialmente pressurizado, derivado de um modelo usado pela USAF.[26] Este modelo foi usado de 1988 até 1998.
- Traje Avançado Para Escape de Tripulação usado nas missões do projeto Space Shuttle a partir de 1994.[27] O Advanced Crew Escape Suit ou traje ACES, á um traje pressurizado para uso pelas tripulações dos ônibus espaciais, nos lançamentos e pousos. É descendente direto de um traje usado pela USAF em grandes altitudes, particularmente pelos pilotos do avião SR-71 Blackbird, U2 e North American X-15, e por astronautas do Gemini, e a partir da missão STS-26. Deriva de um modelo da USAF.
- Unidade de Mobilidade Extraveicular (EMU, na sigla em inglês) usado tanto no Space Shuttle como na Estação Espacial Internacional (ISS). O EMU é um tipo avançado de traje que proporciona mobilidade, mobilidade, suporte à vida e comunicações com um nave ou com a ISS, enquanto o tripulante trabalha no espaço exterior. Usado de 1982 até o presente, passando por ligeiras modificações.

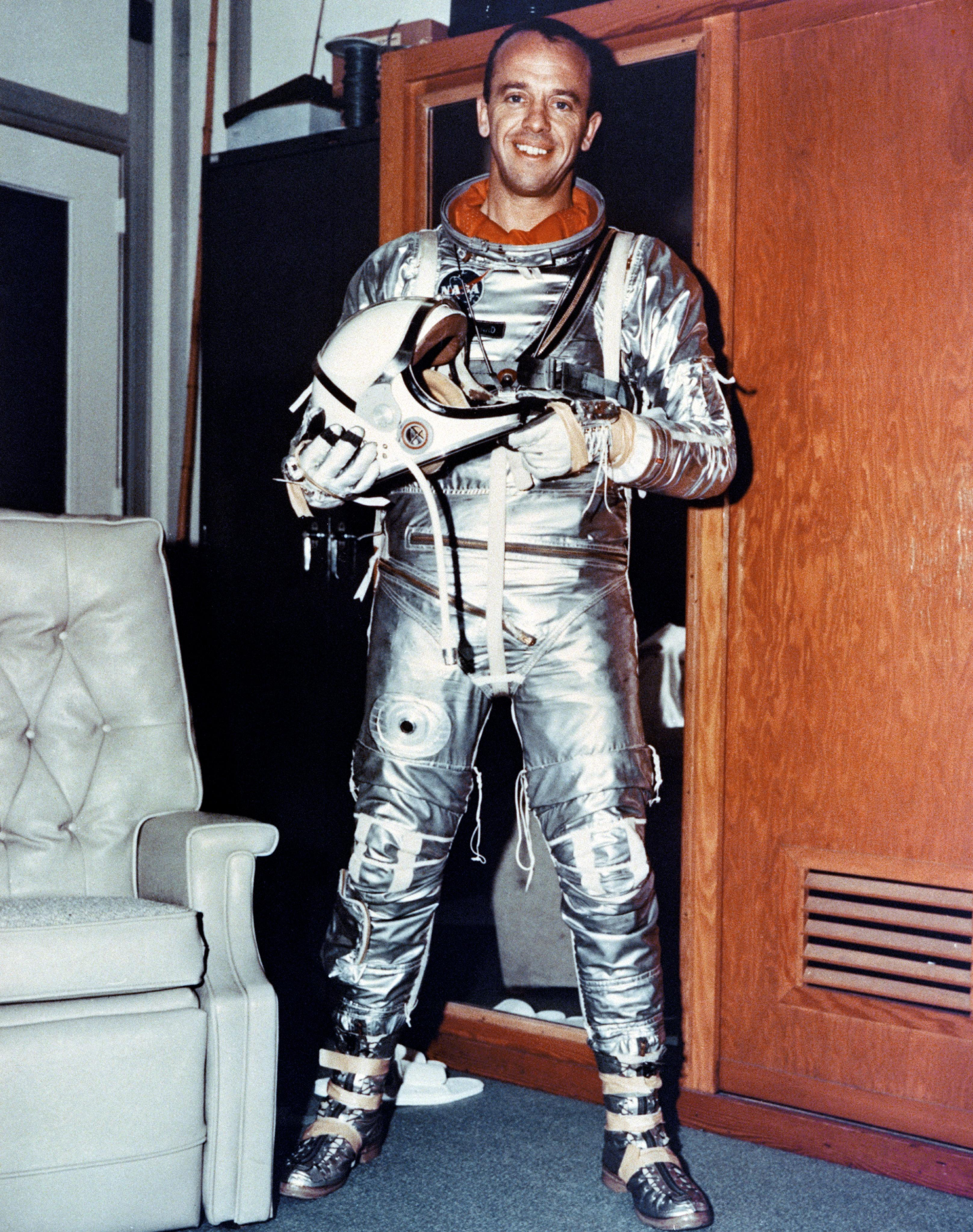
Traje do Projeto Mercury
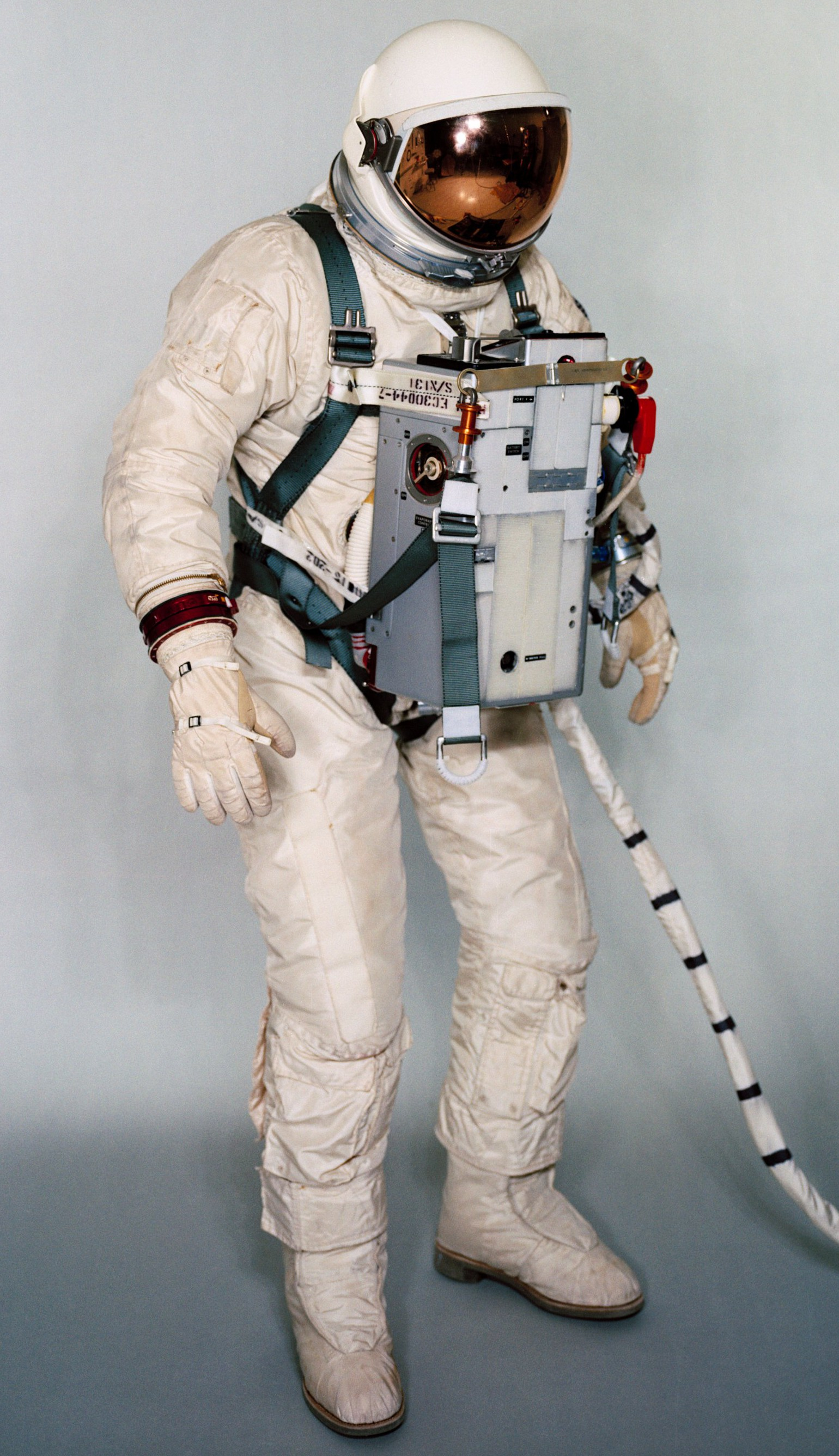
Traje Gemini G4C
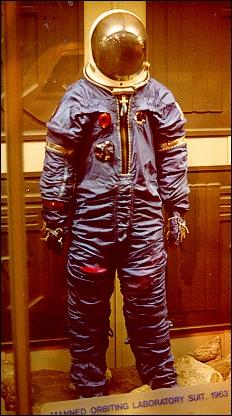
Manned Orbital Laboratory
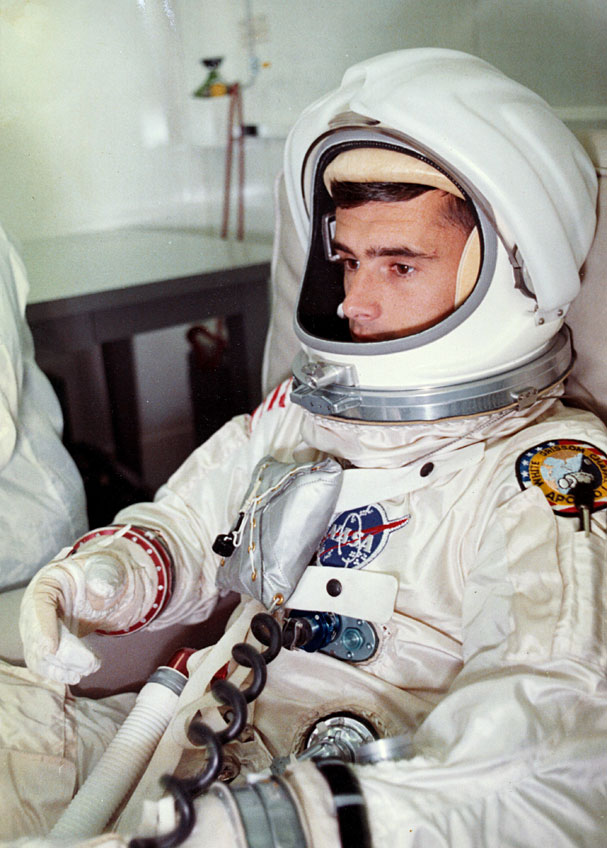
O astronauta Roger Chaffee, envergando um traje Block 1 A1C
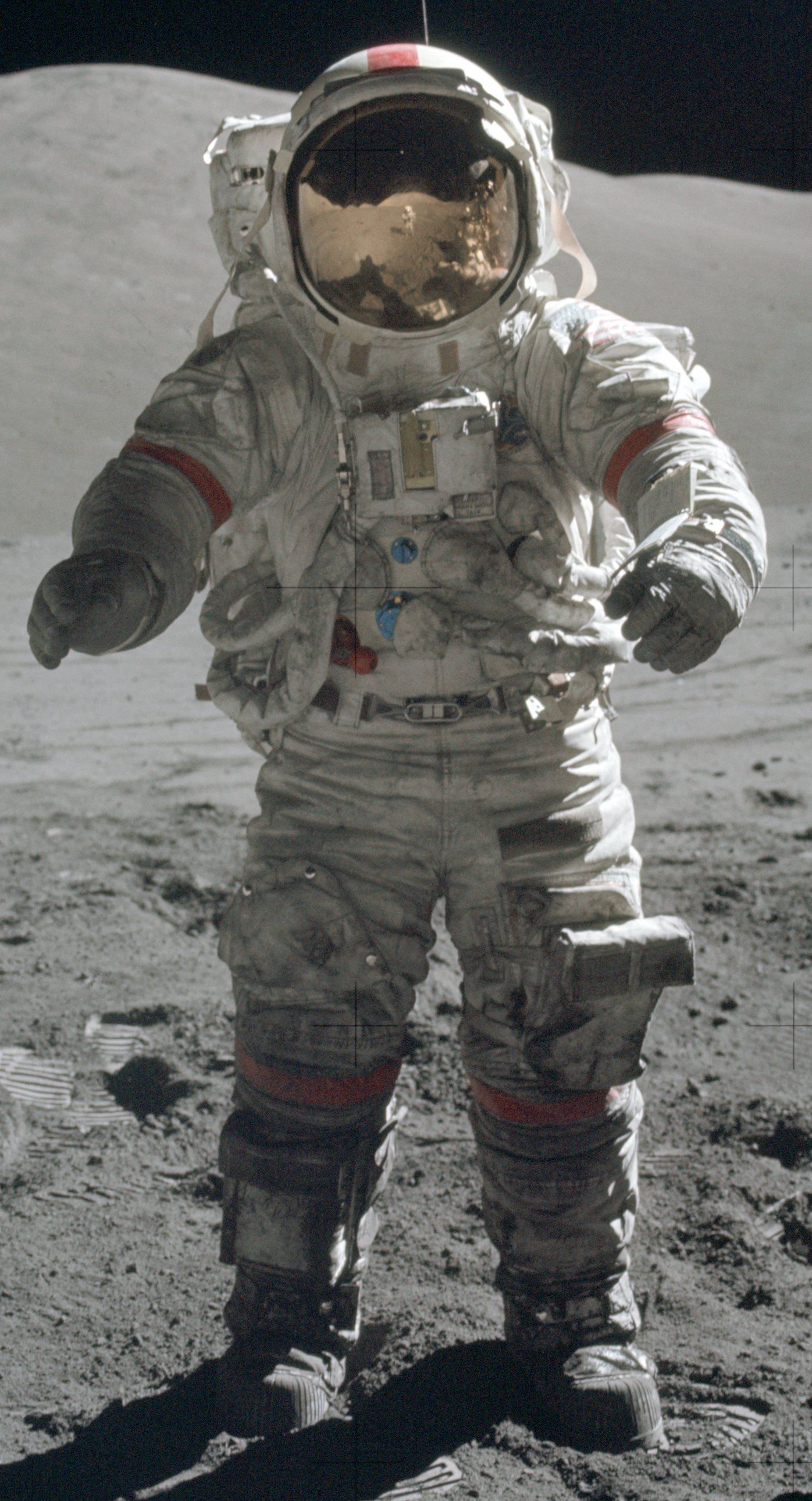
Apollo Bloco II/Skylab A7L EVA e traje lunar
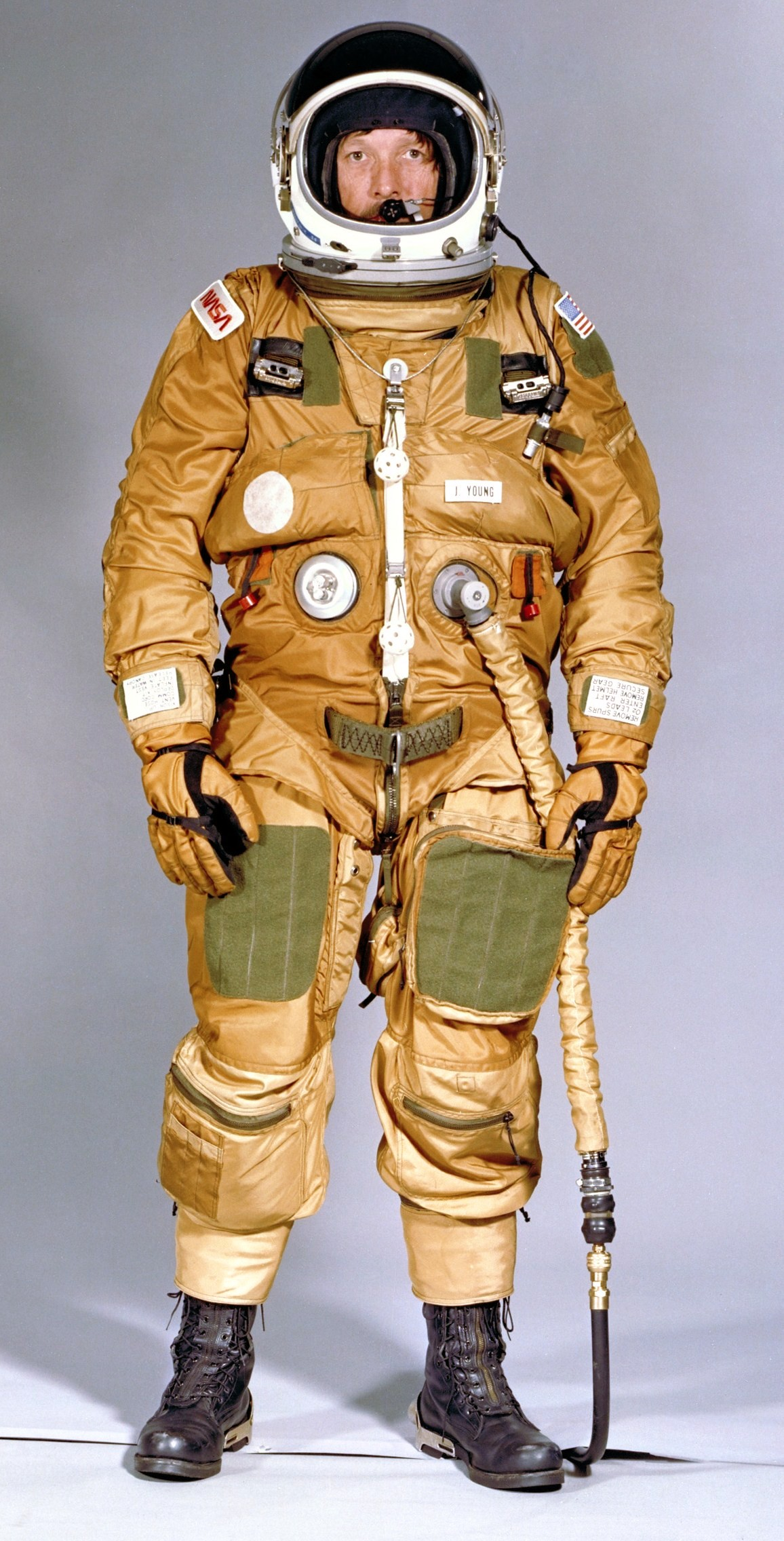
O astronauta John Young em um traje usado na primeira fase do projeto Space Shuttle.
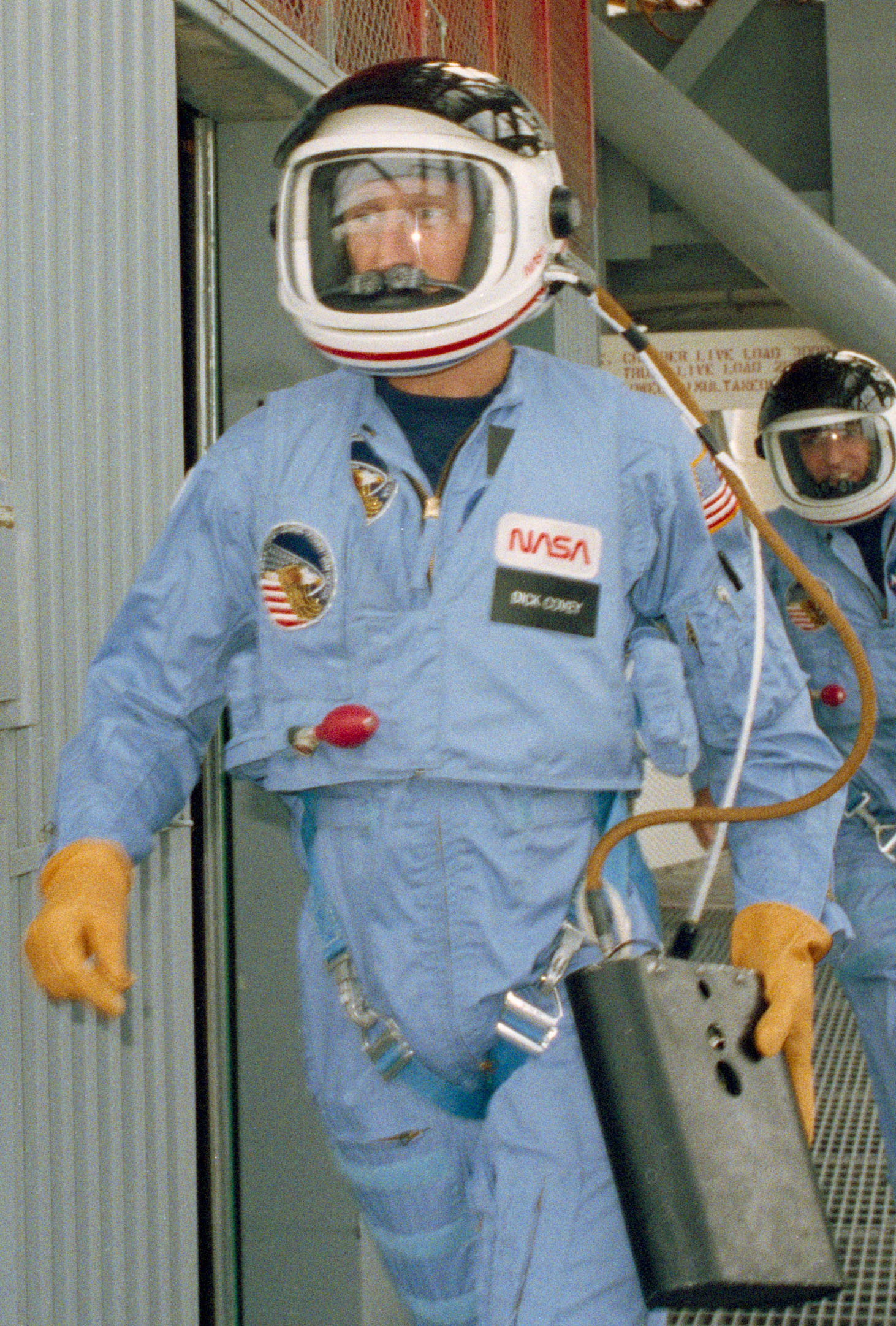
Traje de voo do Space Shuttle, sem pressurização.
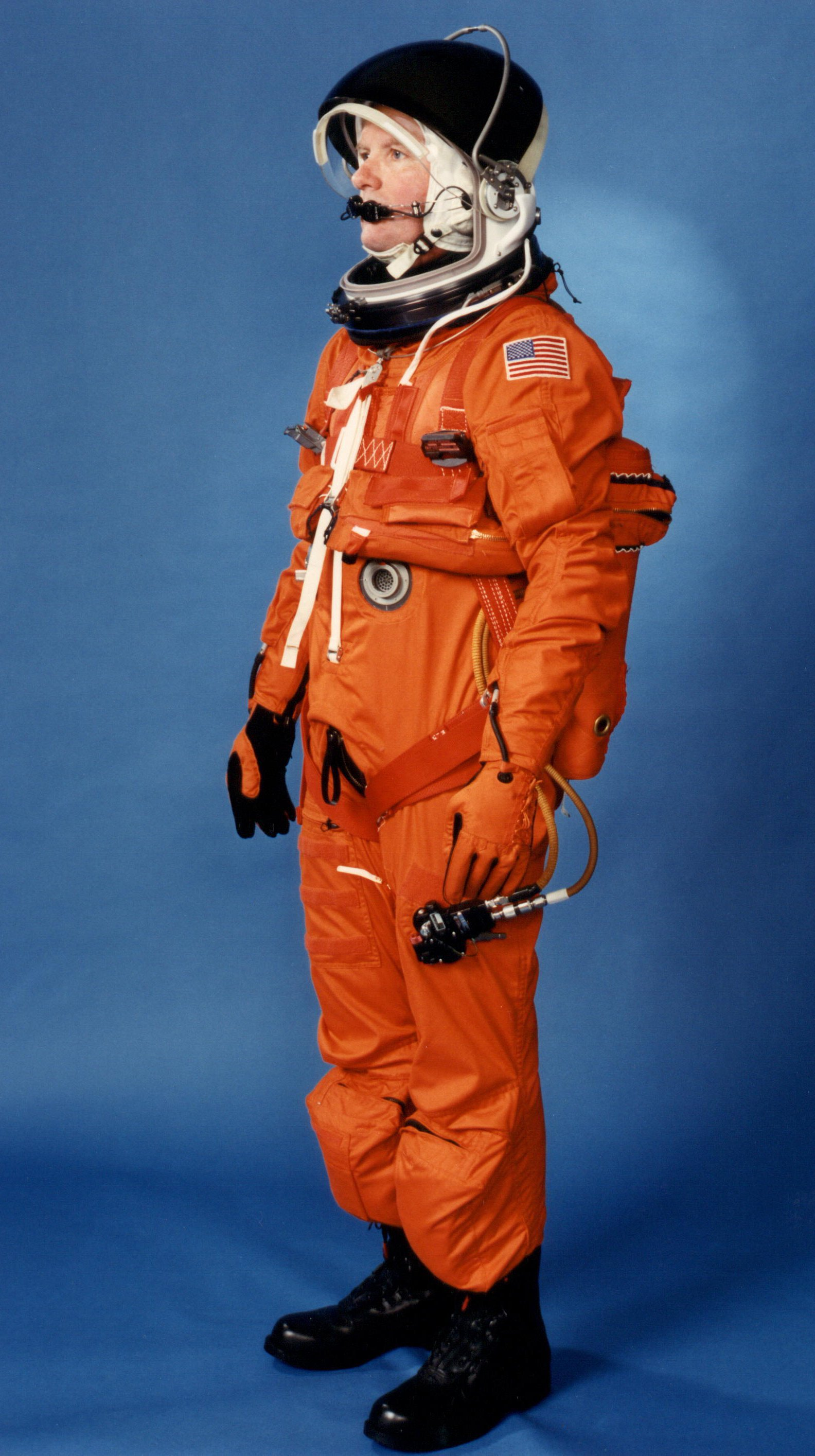
Traje pressurizado usado nos ônibus espaciais após a tragédia da Challenger.
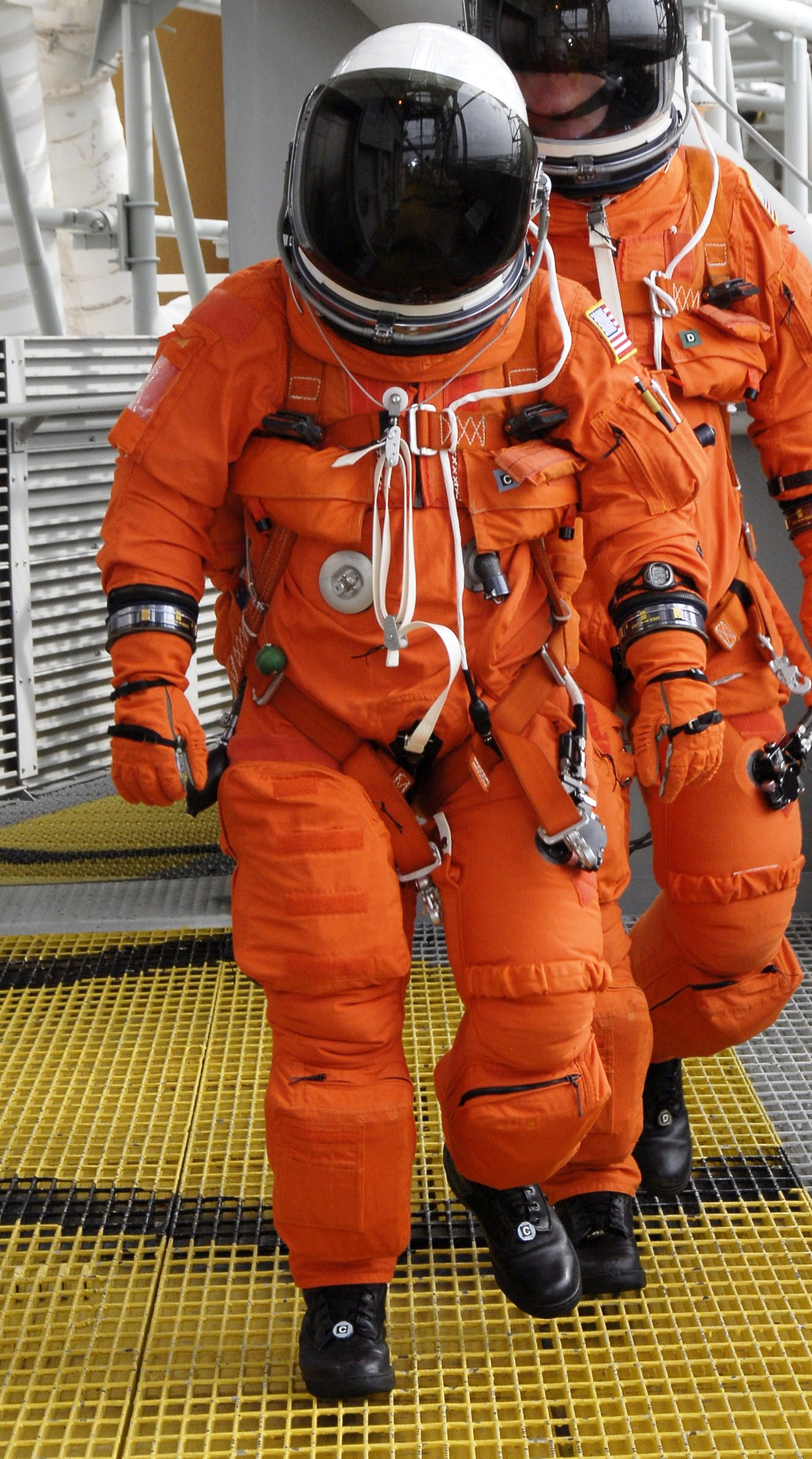
Trajes do sistema de escape de emergência de tripulação.
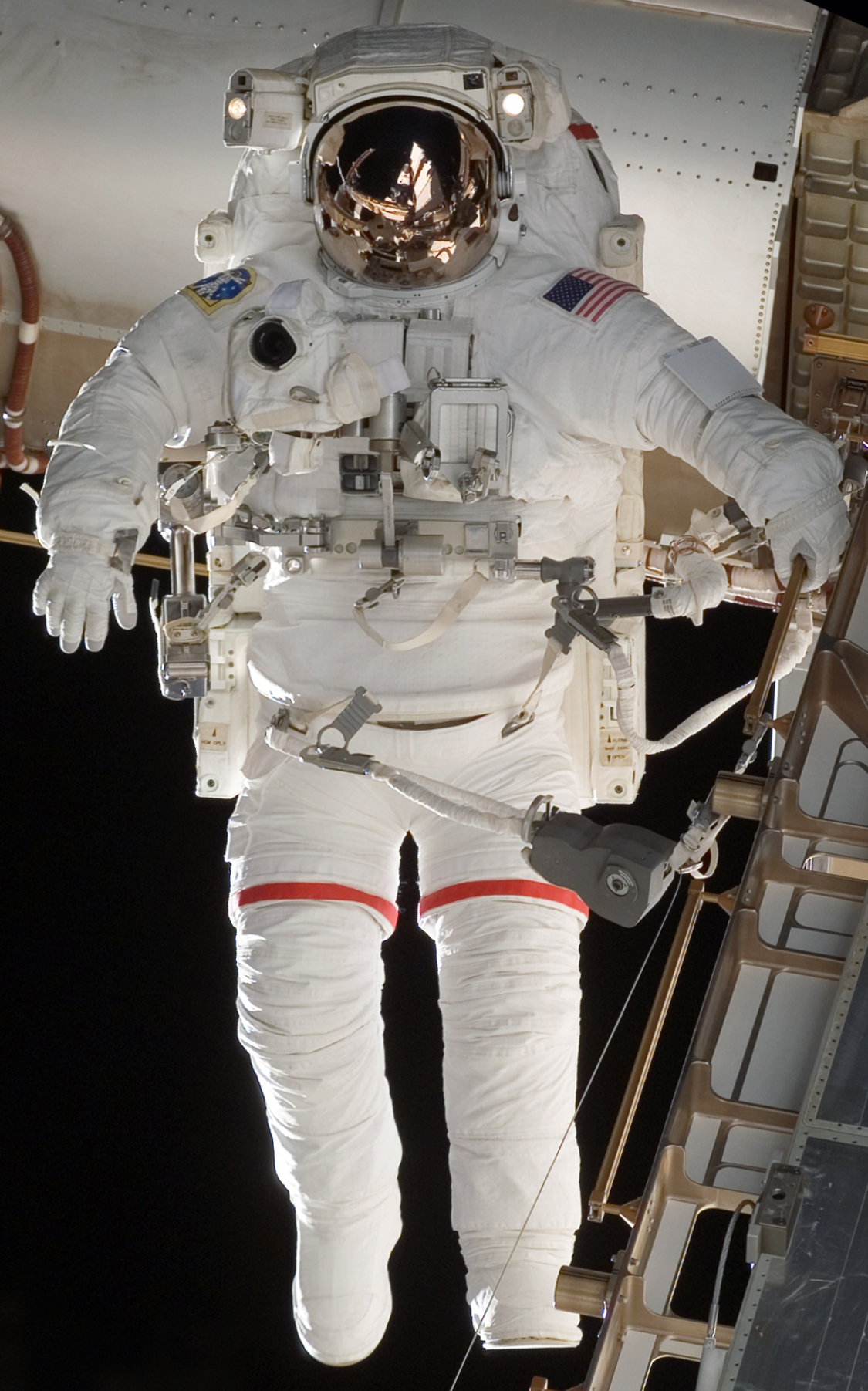
Traje para saídas ao espaço exterior atualmente utilizado por astronautas estadunidenses.

### Modelos de trajes espaciais chineses
- Traje espacial Shuguang. Primeira geração de trajes espaciais desenvolvidos pela China, em 1967, no âmbito do Projeto Projeto 714 que visava construir uma espaçonave chinesa já em 1967. Com cerca de 10 quilos, o traje seria utilizado por ocasião das missões das projetadas espaçonaves Shuguang, propostas para dois tripulantes, mas cujo programa foi definitivamente cancelado em 1973, sem que nem um único protótipo fosse construído. De acordo com o projeto original, os tripulantes permaneceriam o tempo todo com os trajes espaciais, na cabine, podendo utilizá-los também  durante atividades no espaço exterior.[28][29][30]
- Traje espacial Project 863. Projeto que visava criar uma segunda geração de trajes espaciais chineses.[31] O curioso é que este traje foi proposto em 1984, época em que a China ainda não não tinha planos (pelo menos oficialmente) para criar sua nave tripulada (Shenzhou), que conduziria seus primeiros viajantes ao espaço.
- Traje espacial Shenzhou IVA (神舟). Este tipo de traje, muito semelhante ao utilizado por cosmonautas da Rússia, foi utilizado por Yang Liwei, na nave Shenzhou 5, a primeira missão espacial tripulada chinesa.[32][33] Os trajes espaciais utilizados pelos tripulantes da missão Shenzhou 6, por sua vez, diferiam ligeiramente da vestimenta de Liwei, sendo também mais leves.[34]
- Traje espacial Orlan/Haiying (海鹰号航天服). Trata-se de uma vestimenta para atividades no espaço exterior. É, na verdade, um traje russo do tipo Orlan, adquirido pela China e modificado para uso em sua nave Shenzhou. Na China, ele foi batizado como Haiying. Posteriormente, por algum motivo, foi rebatizado como Feitian. Foi utilizado pela primeira vez na missão Shenzhou 7, quando o taikonauta Zhai Zhigang se tornou o primeiro chinês a realizar uma caminhada espacial. Na ocasião, um dos companheiros de voo de Zhai, o taikonauta Liu Boming, utilizou um genuíno traje russo Orlan. Uma curiosidade é que, por ocasião da caminhada espacial, esta foi realizada por Zhai, que era o comandante da missão. Isto foi mais uma evidência de que o programa espacial chinês é muito alinhado ao russo. Isto porque, no programa espacial estadunidense, o comandante sempre permanece no interior da nave, não realizando atividades na parte externa da nave (as únicas exceções foram as missões à Lua, onde o comandante não apenas caminhava na Lua como o fazia antes do piloto do módulo de pouso). No programa espacial russo, não existe esta distinção, tanto que o primeiro homem a realizar uma saída ao espaço, Aleksei Leonov, era o comandante da missão.
- Traje espacial Feitian (飞天号航天服), utilizado para atividades no espaço exterior. A nova geração de trajes, inicialmente desenvolvida pelos chineses para atividades extraveiculares, foi utilizada na missão Shenzhou 7. O traje foi desenvolvido para permitir atividades de até sete horas de duração na parte externa do veículo espacial.[35] Taikonautas chineses vinham sendo treinados  desde julho de 2007 para a realização de saídas ao espaço exterior; nestas ocasiões, os movimentos de seus ocupantes, na Terra, na Terra eram muito limitados no interior da vestimenta espacial.[36]

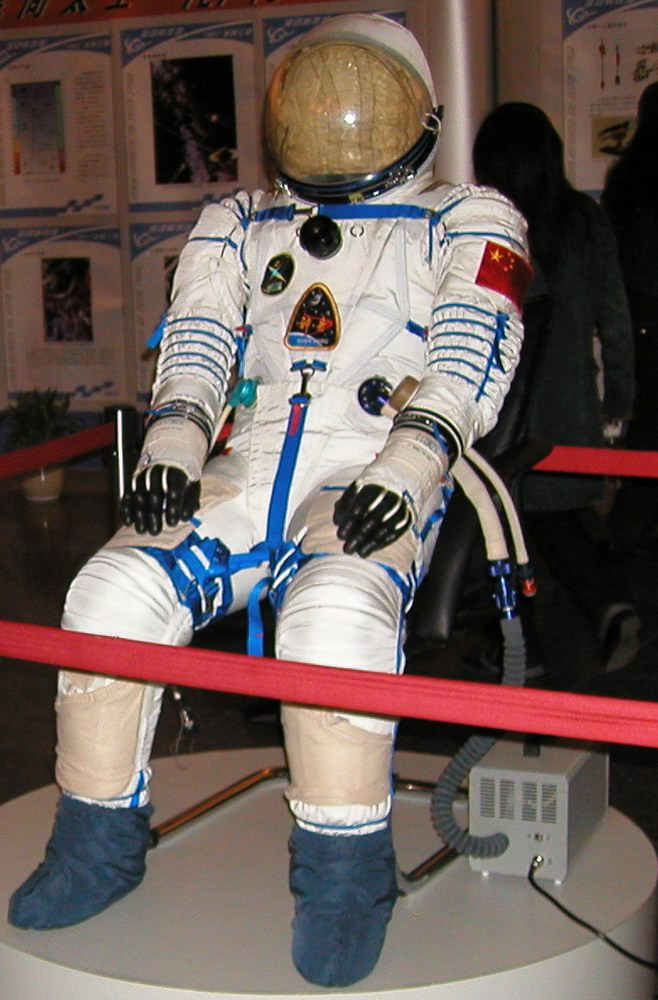
Traje espacial para atividades no interior da nave Shenzhou.
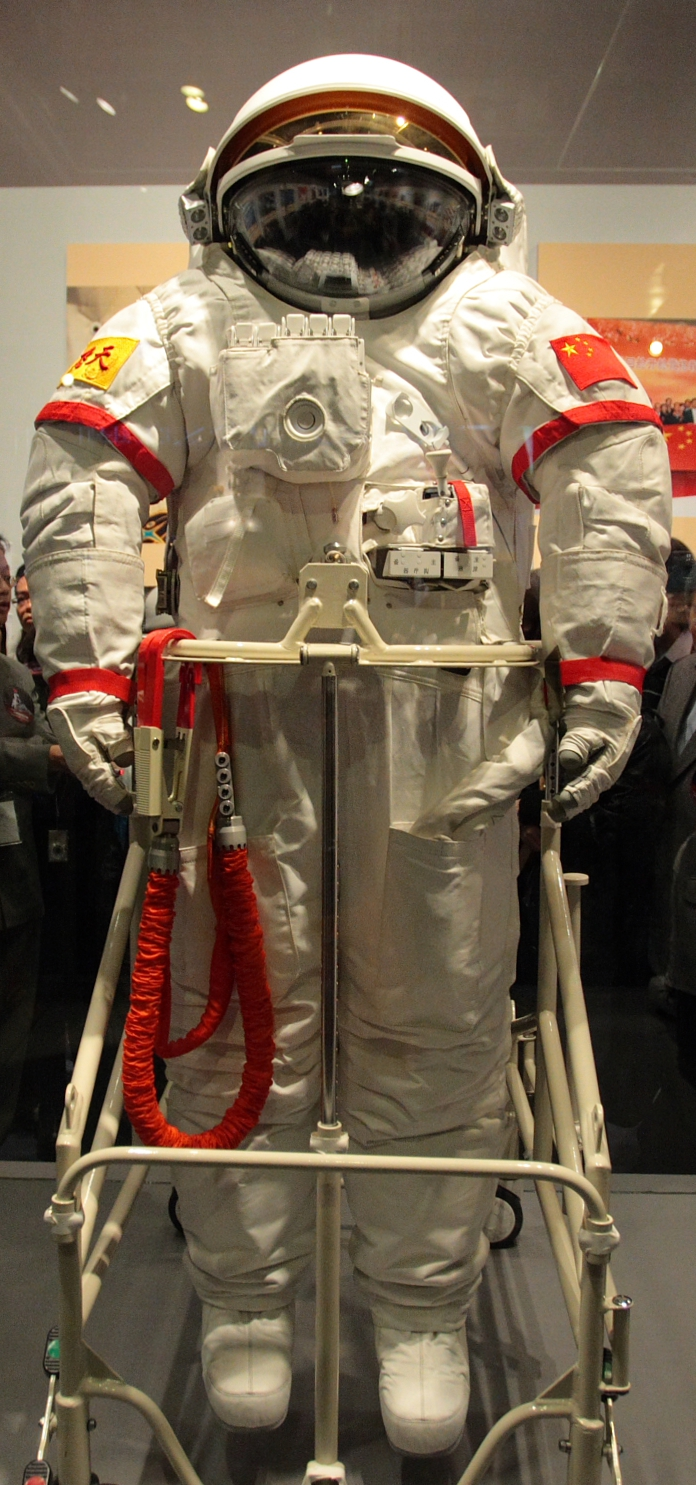
Traje espacial Feitian, para atividades na parte externa da espaçonave.

## Tecnologias emergentes
Várias companhias e universidades têm desenvolvido tecnologias e protótipos que permitem melhorar movimentos e até o conforto dos trajes espaciais.

### Fabricação Adicional
Impressoras 3D podem ser utilizadas objetivando a redução de massa de trajes espaciais, mas de modo que mantenham sua alta mobilidade. Este método de fabricação permite, também, a facilitação de maneiras para reparar o traje, caso haja necessidade, e para substituir facilmente partes do mesmo. Esta facilidade na realização de reparos e substituição de partes da vestimenta espacial certamente será de grande valor em se tratando de missões de longa duração e a destinos longínquos, como uma missão de exploração a Marte. A Universidade de Maryland iniciou o desenvolvimento de um protótipo 3D de um traje espacial, em 2016, baseado em projetos anterios. O protótipo foi desenvolvido para avaliação comparativa com trajes então existentes. Pesquisas nesta área têm sido focadas na facilidade para imprimir elementos rígidos e outros elementos do traje.

### O desafio na fabricação de luvas
Existem, certamente, dificuldades e limitações em projetar uma luva que seja eficientemente utilizada em um traje espacial. Por esta razão, o Centennial Astronaut Glove Challenge, parte da Centennial Challenges, uma competição que premia equipes não governamentais que desenvolvam ideias para facilitar a realização da atividade espacial,.[carece de fontes?] tem trabalhado no desenvolvimento de luvas espaciais melhoradas. Competições com este objetivo têm sido realizadas desde 2007. Até mesmo uma luva contra micrometeoritos foi desenvolvida.

### Aouda.X

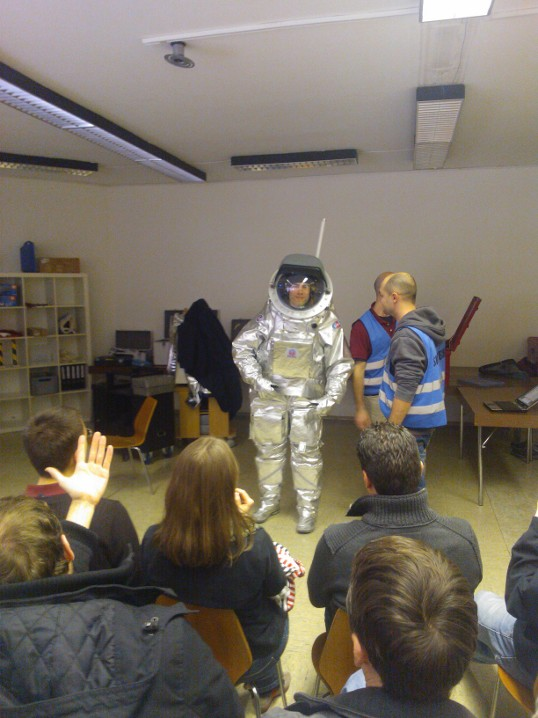
Aouda.X

Desde 2009, o Austrian Space Forum tem desenvolvido o "Aouda.X", um traje espacial experimental que objetiva desenvolver e testar equipamentos para futura utilização em missões ao planeta Marte. Particularmente, o traje foi desenvolvido para a realização de avalição sobre a contaminação por vetores durante explorações em outros planetas.
A partir de 2012, além do Aouda.X, existe o Aouda.S, permitindo grande melhoria no projeto da criação do traje, inclusive devido a uma comparação com os trajes espaciais atualmente existentes.

### Bio-Suit
O Bio Suit é um traje para atividade espacial em desenvolvimento pelo MIT, que consiste de vários protótipos. Cada protótipo é desenvolvido para um usuário em particular.

### Sistema de traje espacial Constellation
Em agosto de 2006, a NASA anunciou um plano para o projeto, desenvolvimento, certificação, produção e suporte de engenharia que visava a criação de um traje espacial que permitisse atividades extraveiculares em órbita, caminhadas na Lua ou em Marte. O projeto deste traje aconteceu no âmbito do Projeto Constellation, que visava enviar humanos à Lua e a Marte. Posteriormente, o projeto terminou cancelado.

### Final Frontier Design IVA (FFD)

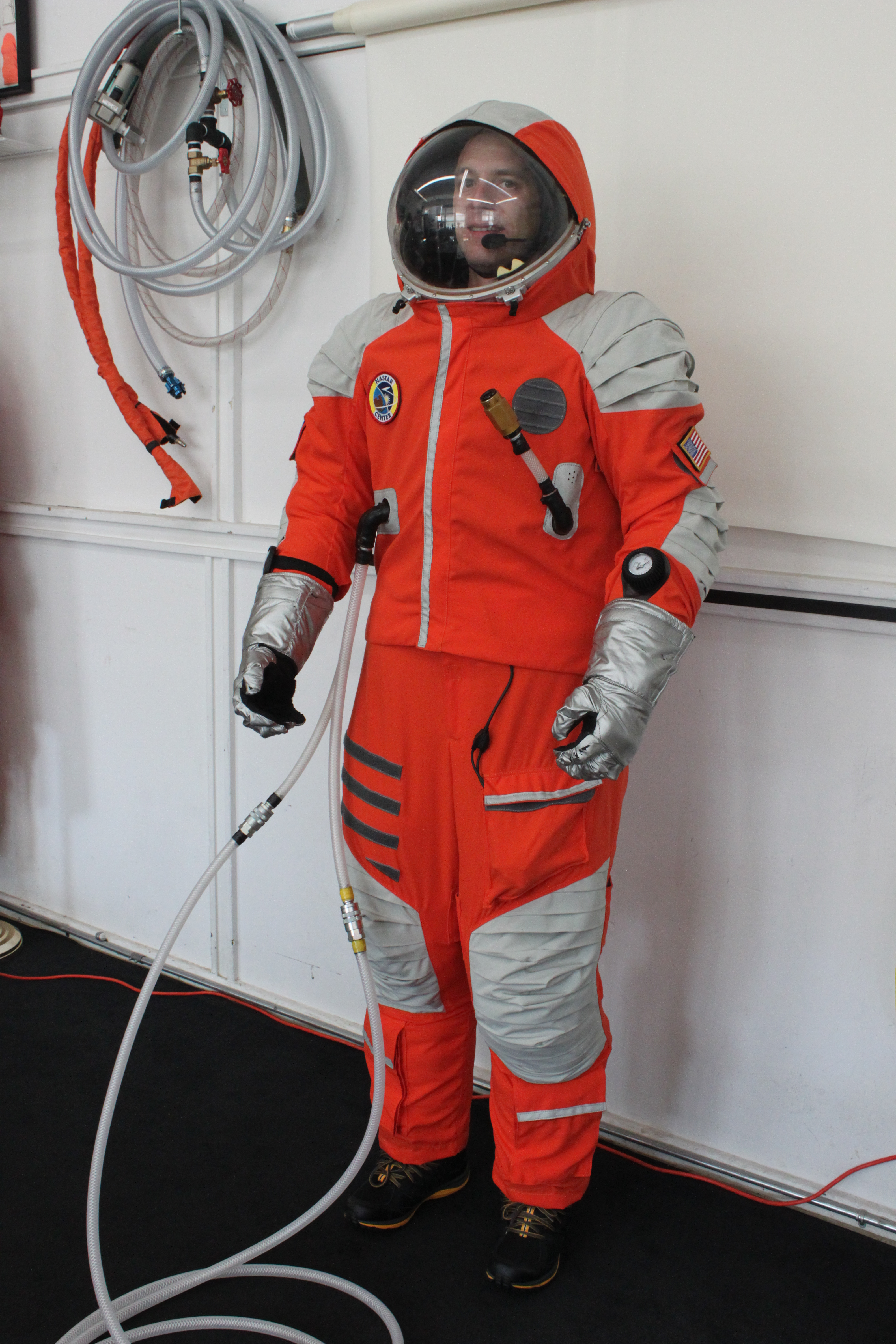
Traje espacial Final Frontier Design IVA

Final Frontier Design (FFD) é um projeto de empresas comerciais para o desenvolvimento de um traje espacial, tendo seu primeiro protótipo sido construído em 2010. O traje FFD é um modelo comparativamente leve, com alta mobilidade e custo mais baixo que modelos semelhantes. A partir de 2011, modelos derivados do traje foram criados, com a participação de empresas parceiras no projeto; o traje foi testado em diversos simuladores, aviões e câmaras hiperbáricas.

### I-Suit
O I-Suit é um protótipo de traje espacial, construído pela ILC Dover, que incorpora vários melhoramentos sobre trajes anteriormente existentes. Tanto o já existente Mark III e o I-Suit têm sido deenvolvidos objetivando atuar como trajes espaciais que permitam uma maior interação dos astronautas com equipamentos da ISS ou, eventualmente, de futuras missões espacias.

### Mark III

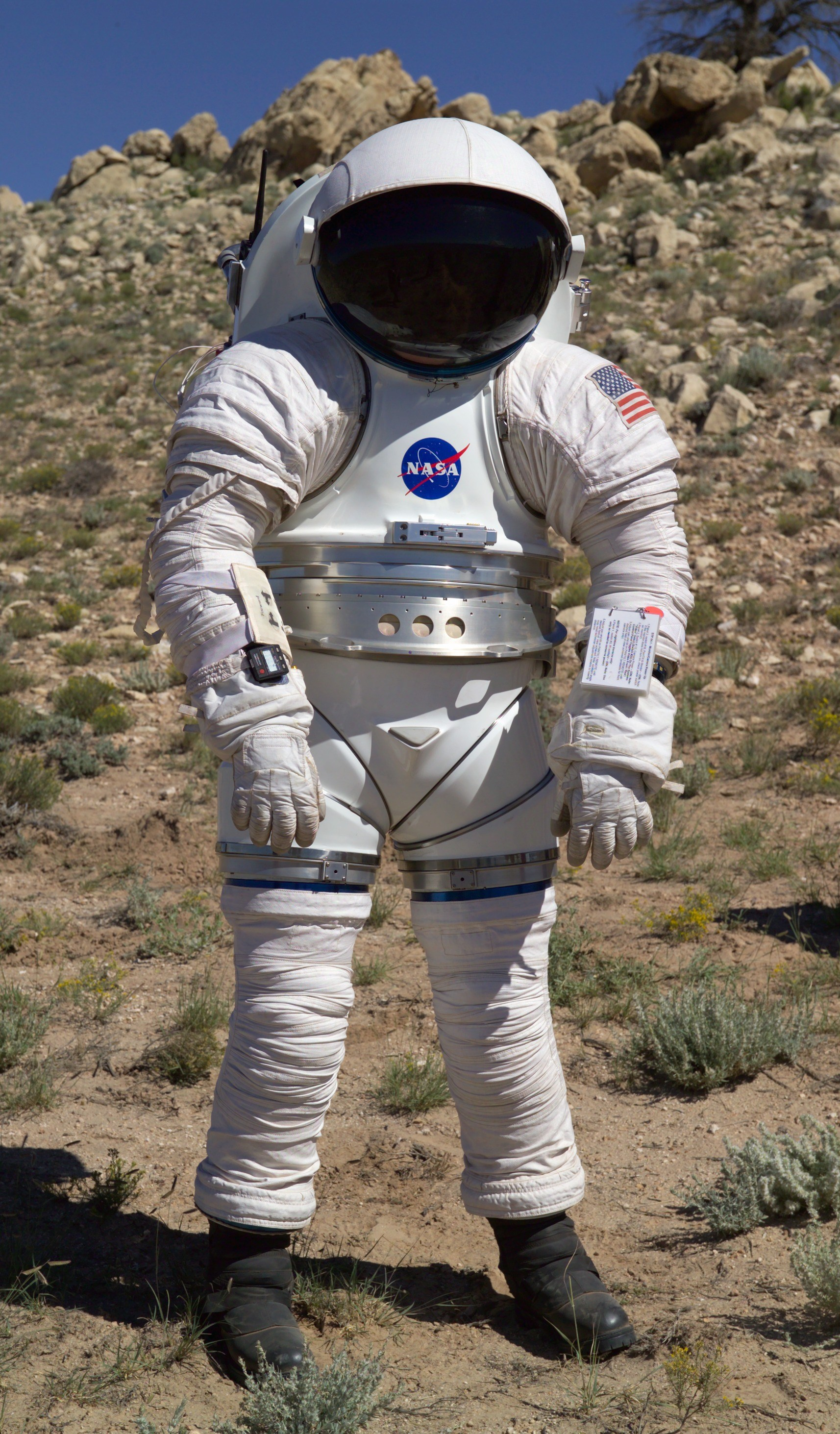
Protótipo do traje Mark III durante testes

O Mark III é um protótipo da NASA, construído pela ILC Dover, incorporando um torso rígido e uma mistura de outros componentes rígidos ou flexíveis. Este traje possui atmosfera interna que atinge valores que possibilitariam a passagem do astronauta diretamente do veículo (ou estação) espacial para a vestimenta. Atualmente, isto não acontece, pois, antes de vestir o traje, seu usuário precisa passar por um processo de despressurização, no qual permanece longo tempo respirando oxigênio puro, de modo a evitar a chamada doença de descompressão. Em 1960, Golding et al. introduziu uma classificação mais simples, utilizando o termo "Tipo I ('simples')" para sintomas envolvendo apenas a pele, sistema musculoesquelético, ou sistema linfático, e o "Tipo II ('sério')" para sintomas onde outros órgãos (tais como o sistema nervoso central) estejam envolvidos.

### MX-2
O MX-2 é um traje espacial desenvolvido pela Universidade de Maryland. Trata-se de um traje projetado para atividades extraveiculares de longa duração. Opera sob pressão de 2.5–4 psi e, tal como os trajes atualmente utilizados pela Rússia, seu usuário tem acesso ao seu interior por meio de uma escotilha traseira, sob a mochila das costas. Durante a utilização deste traje no espaço exterior, ele é provido de água para resfriamento e eletricidade por meio de um cabo (chamado de cordão umbilical). O traje possui um computador miniaturizado, que analisa dados coletados no interior da vestimenta, tais como pressão atmosférica, ritmo cardíaco e temperatura dentro e fora da vestimenta. Trajes com elementos modificáveis e válvulas para ajustes permitem que o traje seja melhor adaptado a cada usuário.

### Traje North Dakota
Em maio de 2006, cinco instituições de ensino do estado de Dakota do Norte, nos Estados Unidos, colaboraram em um novo protótipo de traje espacial, com fundos da NASA, para demonstrar tecnologias que poderiam ser incorporadas a tais indumentárias. O traje então desenvolvido foi testado no Theodore Roosevelt National Park, em Dakota do Norte. O traje se mostrou mais barato que os atualmente utilizados pela NASA. o traje foi desenvolvido em apenas cerca de um ano, por estudantes da Universidade de Dakota do Norte e outras instituições parceiras.
A mobilidade do traje, batizado como North Dakota, pode ser atribuída à sua baixa pressão interna, diferente dos trajes até então utilizados pela NASA, que operam sob pressão mais elevada.

### PXS
O Prototype eXploration Suit (PXS), da NASA, também é um traje no qual seu usuário tem acesso ao interior por meio de uma portinhola nas costas, sob a mochila.
O traje possui componentes que poderiam criar imagens em 3D, durante as missões, para permitir a melhor utilização de seus equipamentos.

### Traje SpaceX
Em fevereiro de 2015, a empresa privada estadunidense SpaceX começou a desenvolver um traje espacial para que astronautas fizessem uso do mesmo a bordo da espaçonave Dragon . A primeira imagem do traje foi revelada em setembro de 2017. Um automóvel da Tesla Motors, uma das empresas de Musk, tendo na direção um manequim, foi posto no foguete da SpaceX, um foguete Falcon Heavy, e lançado ao espaço , em seu primeiro lançamento, em fevereiro de 2018. Na ocasião, o traje não estava pressurizado e não levava sensores. O foguete utilizado na ocasião, o Falcon Heavy, construído pela empresa do bilionário empreendedor, filantropo e visionário sul-africano-canadense-estadunidense Elon Musk, é, na atualidade, o mais poderoso veículo espacial em atividade. Trata-se do mais poderoso foguete a atingir o espaço desde a última utilização do foguete Saturno V, que levou astronautas à Lua, entre os anos de 1969 e 1972 e, posteriormente, foi utilizado para lançar ao espaço a primeira – e, até hoje, única - estação espacial exclusivamente estadunidense, a Skylab. O foguete de Musk tem portência comparável à do soviético Energia, o mais poderoso foguete não-americano a ser posto no espaço (os soviéticos chegaram a construir um foguete mais poderoso que o Saturno V, o N1, na década de 1960, mas este nunca chegou ao espaço).
Em 2018, a tripulação da primeira missão espacial tripulada comercial foi escolhida: os astronautas estadunidenses Robert Behnken e Douglas Hurley, ambos veteranos de duas missões espaciais anteriores. Eles passaram a realizar treinamentos no interior da espaçonave, inclusive fazendo uso do traje espacial da SpaceX, a fim de se familiarizarem com a vestimenta e com todos os sistemas de bordo.

### Suitports

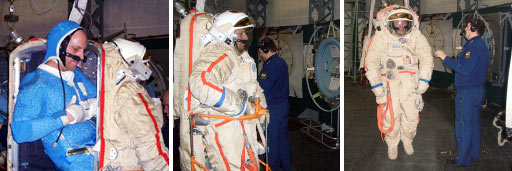
O astronauta Clayton Anderson entra num traje Orlan, durante treinamento na Rússia. A imagem mostra como é a escotilha traseira rígida (suitport) do traje.

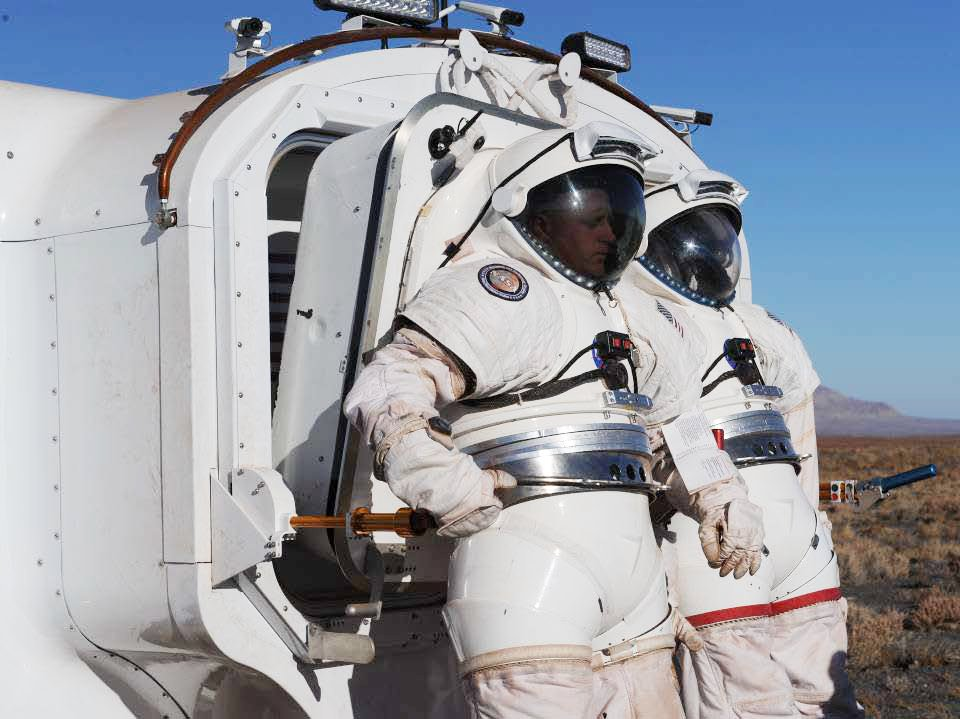
Um astronauta fazendo uso do sistema suitport, durante testes do equipamento. O outro traje, mais além, permanece vazio, unido à escotilha, podendo ser acessado por outro tripulante.

Um suitport (literalmente traje-porta, em inglês) é uma alternativa teórica para uma escotilha, projetado para utilização em ambientes hostis e em voos espaciais, especificamente para a exploração de superfícies planetárias. Em um sistema suitport, a mochila das costas é mantida presa diretamente sobre uma escotilha existente no veículo espacial e deslocada, permitindo que o tripulante se introduza no traje, a partir do veículo. O traje, que até então permanece exposto na parte externa do veículo, é facilmente acessado pelo tripulante, que a seguir cerra a escotilha-mochila do traje e o desconecta do veículo. Quando o tripulante precisa retornar ao veículo, é feito o procedimento inverso, com o traje sendo fixado na escotilha e o ocupante do mesmo se deslocando de volta ao veículo. Neste tipo de procedimento, não existe a necessidade de uma câmara de descompressão (como na Estação Espacial Internacional, nas naves Soyuz e Shenzhou ou nos antigos ônibus espaciais); e nem tampouco é necessário descomprimir toda a cabine (como, por exemplo, nas missão das antigas naves Gemini e Apolo) pois o tripulante pode simplesmente entrar no traje espacial, vedá-lo e desprendê-lo da escotilha. Contudo, caso a vedação do traje apresente algum tipo de defeito ou imperfeição, pode ocorrer vazamento de atmosfera interna, o que seria potencialmente fatal para seu usuário. Assim, o sistema de vedação do traje tem a necessidade de ser eficiente, mas simples.
De qualquer forma, os sistemas suitports trazem inúmeras vantagens: requerem menos massa e volume que as escotilhas convencionais (algo a ser levado em consideração, sobretudo porque o preço de cada quilograma levado à Lua pode ascender a US$ 60.000), impedem completamente a entrada de poeira (particularmente, por ocasião da exploração da superfície – e até do subsolo – de outros corpos celestes) no interior do veículo espacial e previnem a contaminação do ambiente extraterrestre por eventuais germes da Terra, levados inadvertidamente pelos próprios astronautas.
Contudo, o sistema suitport traz algumas desvantagens: diminuição do nível de tecnologia para efeito de comparação, maior dificuldade de retorno para tripulantes eventualmente incapacitados (se um astronauta estiver vitimado, por exemplo, por esgotamento físico ou queda no nível de oxigênio, ou vir a ter uma falha em seu traje espacial, de modo que precise retornar imediatamente ao seu veículo, não conseguirá fazê-lo tão rapidamente quanto necessário) e maior risco de vazamento de atmosfera interna, do traje e do veículo espacial, caso haja problemas de vedação na parte onde o traje deve ser mantido preso à escotilha. Além disso, este sistema permite que o número de tripulantes a sair ao espaço exterior, em atividade extraveicular, se limite ao número de trajes unidos à escotilha. Ou seja: se houver apenas duas escotilhas e, numa emergência, houver a necessidade de saída de um terceiro tripulante, isto não será possível. Também deve ser considerado que se ocorrer alteração na pressão interna do traje, para retornar ao interior do veículo o tripulante que faz uso da vestimenta deverá aguardar a equalização da atmosfera entre o veículo e o traje.

### Série Z

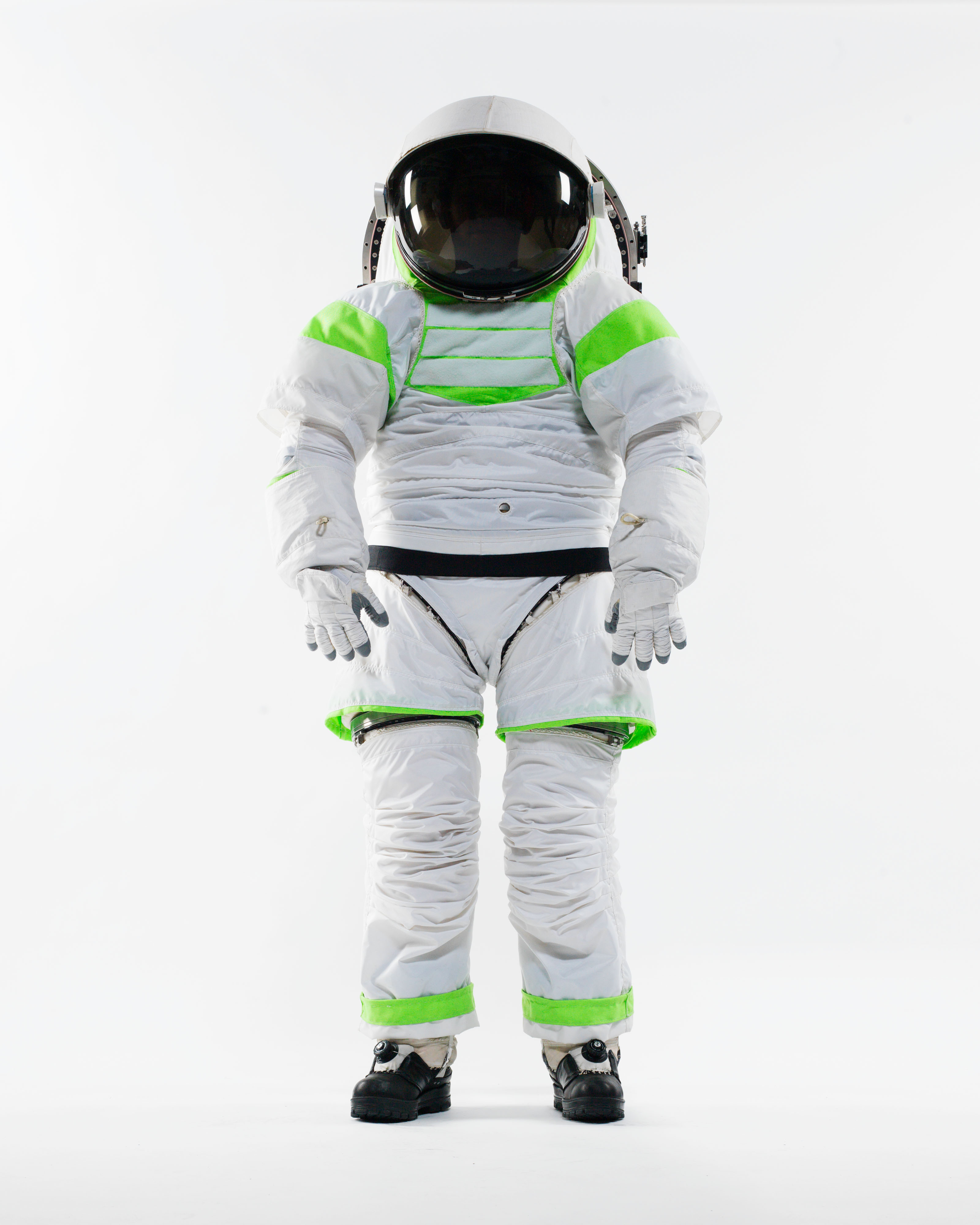
Traje da Série Z

Em 2012, teve início o desenvolvimento do traje espacial Z-1, o primeiro de uma categoria de protótipos de trajes projetados pela NASA, especificamente para atividade extraveicular em outros planetas. O traje Z-1 dá ênfase à mobilidade e proteção de seu usuário em missões espaciais. Este modelo é caracterizado por apresentar um torso maleável, enquanto possui partes rígidas em outros pontos. É caracterizado também por ser mais leve que modelos anteriores. Tem sido chamado, galhofeiramente, de "traje Buzz Lightyear", devido às listas verdes sobre sua superfície externa, o que faz lembrar o traje espacial do personagem Buzz Lightyear, do desenho animado Toy Story.
Em 2014, a NASA definiu o design do protótipo Z-2, o novo modelo da Série Z. A agência espacial, curiosamente, atendeu a um pedido do público, que decidiu pela utilização do traje espacial Z-2.
No desenvolvimento do traje, tem sido amplamente utilizada a tecnologia 3D. O traje Z-2 também difere do Z-1 porque a área do torso pode ser alternada em uma concha rígida ou maleável, de acordo com a preferência do tripulante.

## Na ficção

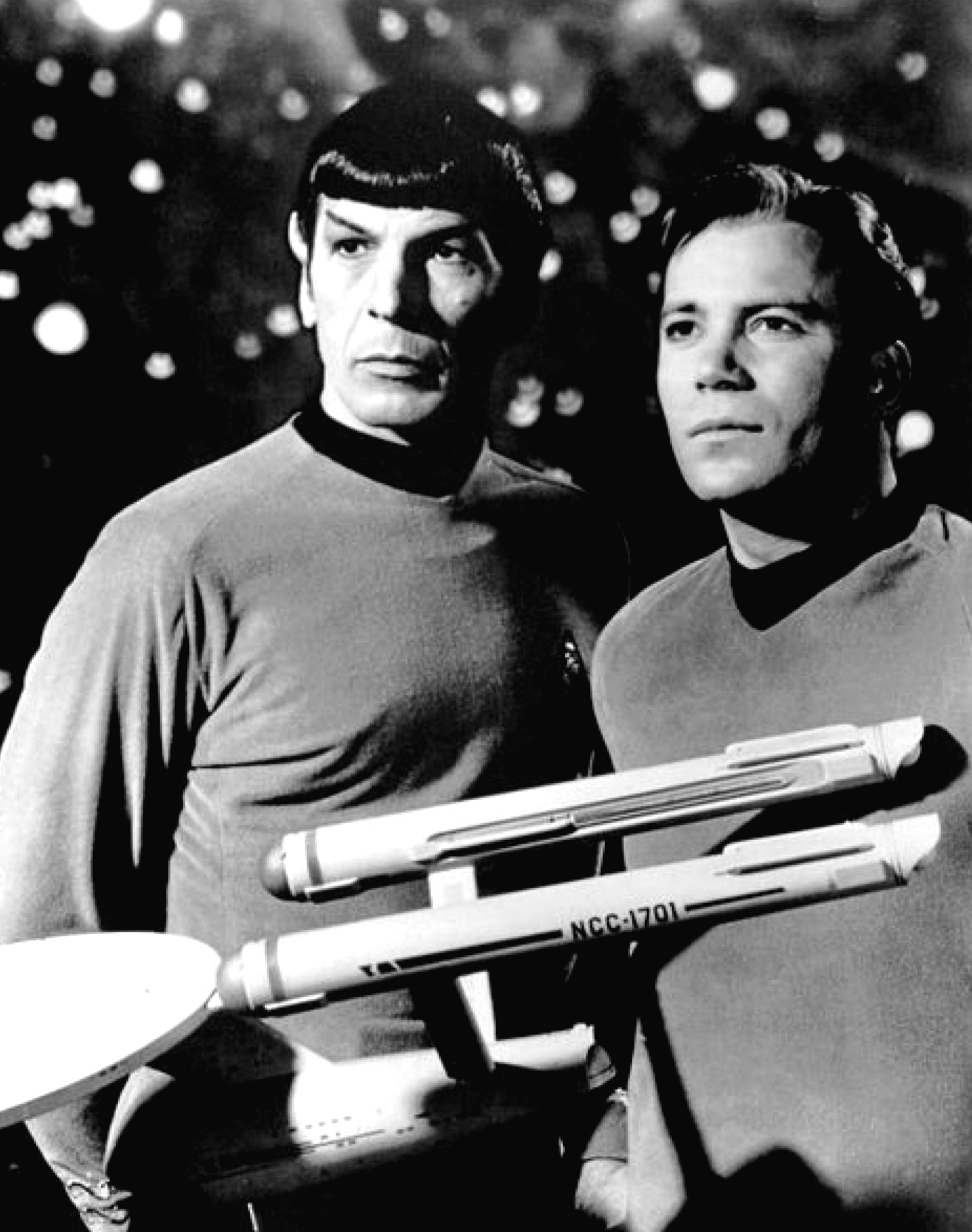
Spock e Capitão James T. Kirk, vividos por Leonard Nimoy e William Shatner, em um dos episódios da série de ficção científica Star Trek. Na série, os personagens visitavam inúmeros planetas sem fazer uso de trajes espaciais

Na época das primeiras publicações de ficção científica a abordar voos espaciais, eram ignorados os problemas (e perigos) da exposição do ser humano ao hostil ambiente espacial. Tanto que personagens como Buck Rogers (criado em 1928) e Flash Gordon (criado em 1934), viajavam por planetas diversos sem uma devida proteção contra os potenciais perigos destes corpos celestes. Antes disso, em 1865, em seu livro Da Terra à Lua, o escritor Jules Verne, da França, já havia descrito uma viagem à órbita da Lua, em que os tripulantes abrem a porta da nave por alguns rápidos instantes, para que não perdessem muito ar. Hoje se sabe que isto é um absurdo, pois qualquer abertura no veículo espacial, por menor que fosse, e mesmo por segundos, seria suficiente para lançar a atmosfera interna no espaço, matando a tripulação. Por coincidência, extamente no mesmo ano do lançamento de Buck Rogers (1934), a companhia B. F. Goodrich desenvolveu um primitivo traje de pressão para ser utilizado por Wiley Post, em sua tentativa de estabelecer um recorde mundial de maior altitude atingida por avião, de 14.679 metros.< Contudo, em 1898, o escritor Garrett Serviss já havia apresentado, na novela Edison's Conquest of Mars, uma primitiva ideia sobre trajes espaciais. Posteriormente, escritores de ficção científica, como Robert Heinlein, deram sua contribuição para solidificar a ideia da necessidade de utilização de trajes espaciais. Até mesmo a série de televisão Star Trek, iniciada em 1966, após a solidificação de certos conceitos científicos, mostrava seres humanos se expondo a diferentes ambientes alienígenas, nos planetas visitados pela tripulação da nave Enterprise, sem o cuidado de utilizar trajes espaciais, algo impensável na realidade.

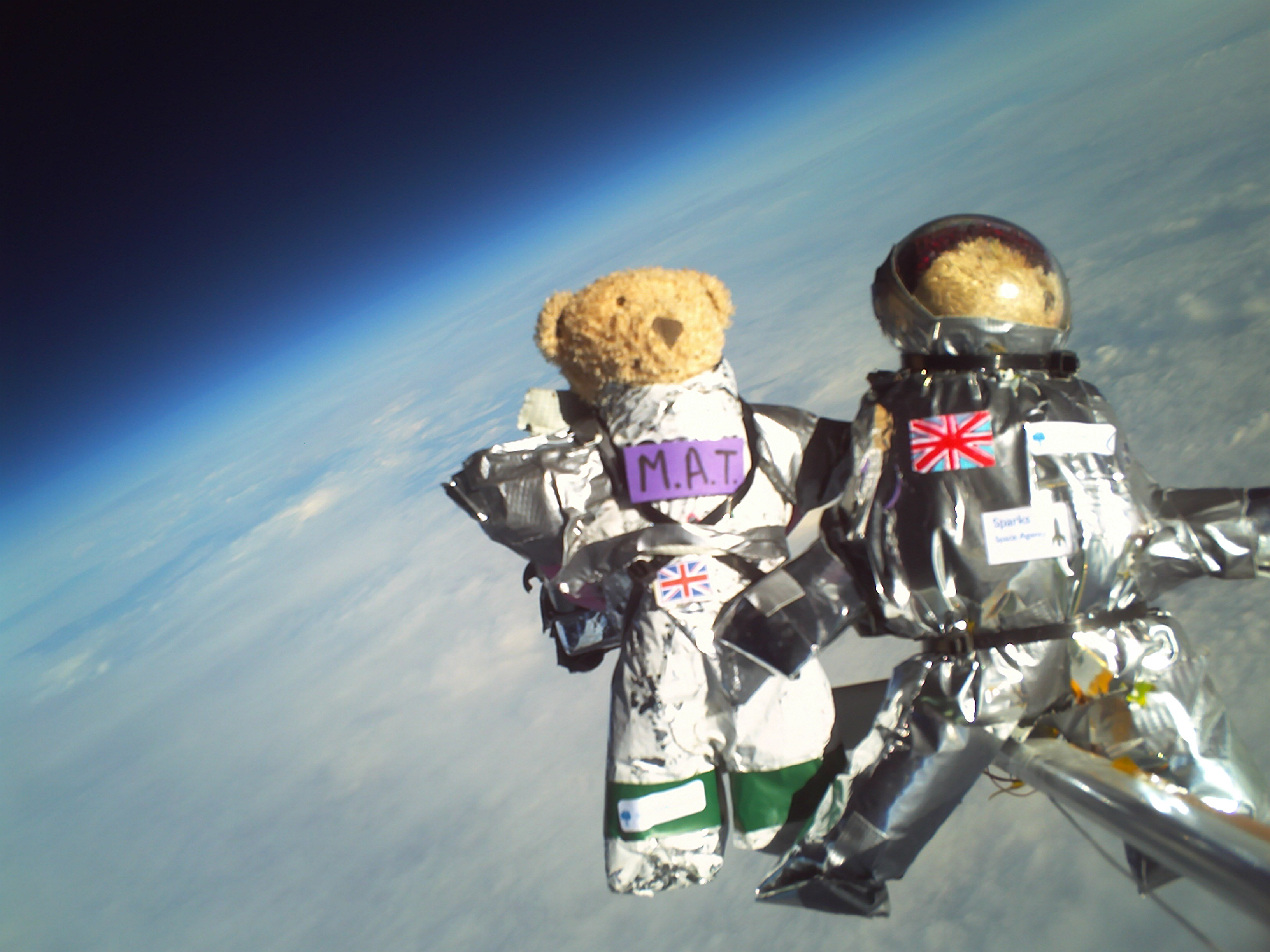
Dois ursos de pelúcia a 30.085 metros acima do nível do mar, em um balão de hélio, por ocasião de um dos experimentos do UC Spaceflight e o clube de ciências SPARKS, nos Estados Unidos. Cada um dos ursos veste um diferente tipo de traje espacial, desenhado por alunos de 11 a 13 anos de idade, do Clube de ciências SPARKS.